# Astern
Die Astern (Aster) sind eine Pflanzengattung innerhalb der Familie der Korbblütler (Asteraceae). Die etwa 152 Arten der Gattung Aster s. str. sind in Eurasien weitverbreitet. Einige Arten und ihre Sorten werden als Zierpflanzen in Parks und Gärten verwendet.
Der Name Aster kommt vom altgriechischen Wort ἀστήρ (astḗr), was "Stern" bedeutet und sich auf die Form des Blütenkopfes bezieht.

## Beschreibung

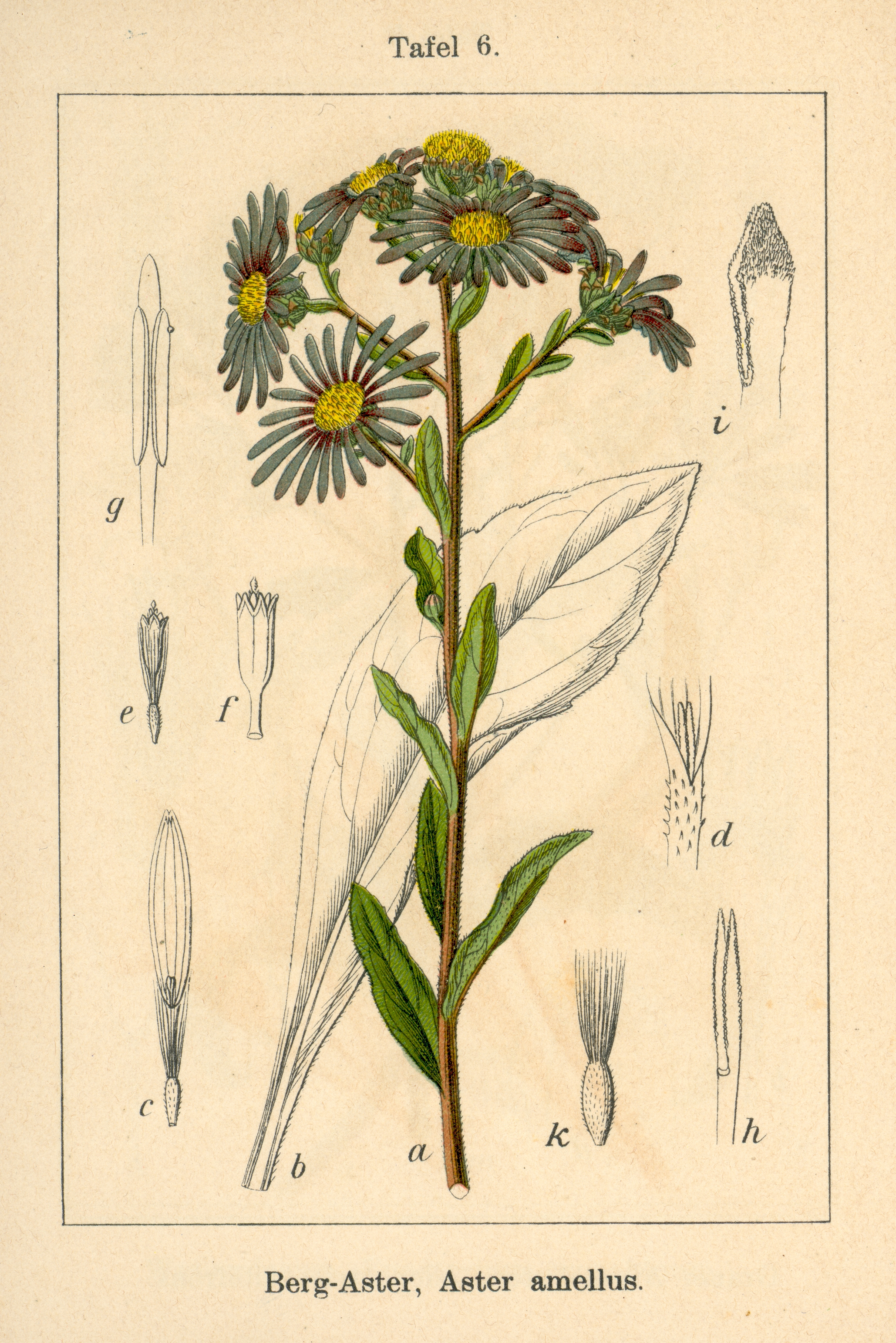
Illustration der Berg-Aster (Aster amellus)

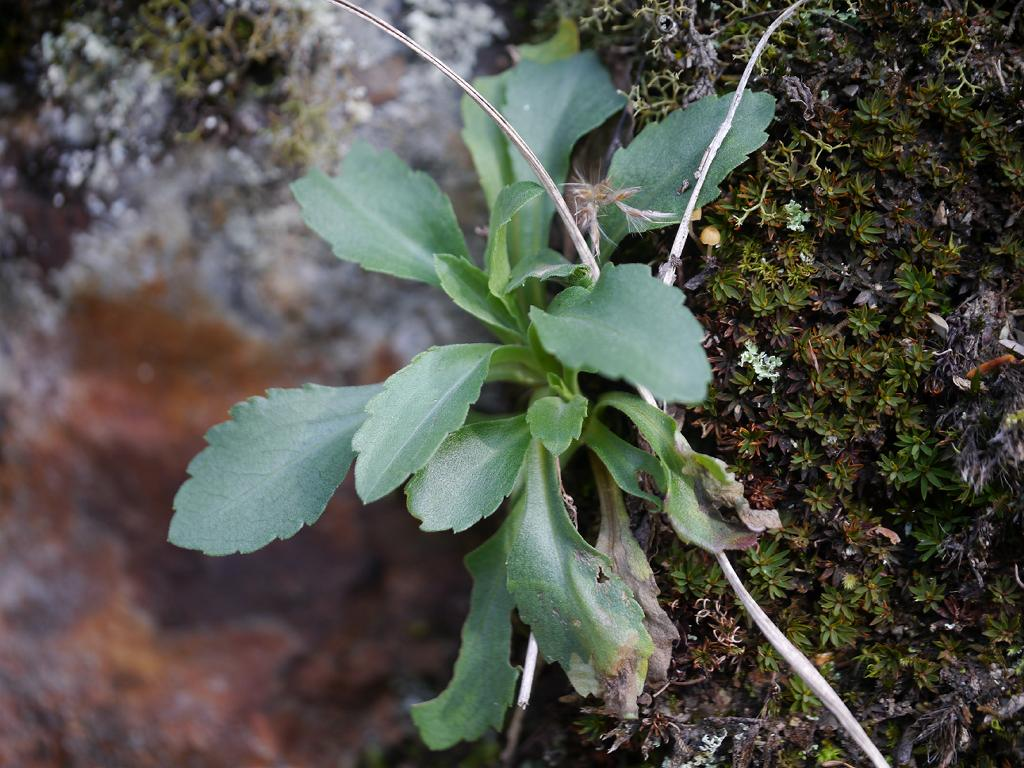
Grundständige, einfache Laubblätter von Aster tenuipes

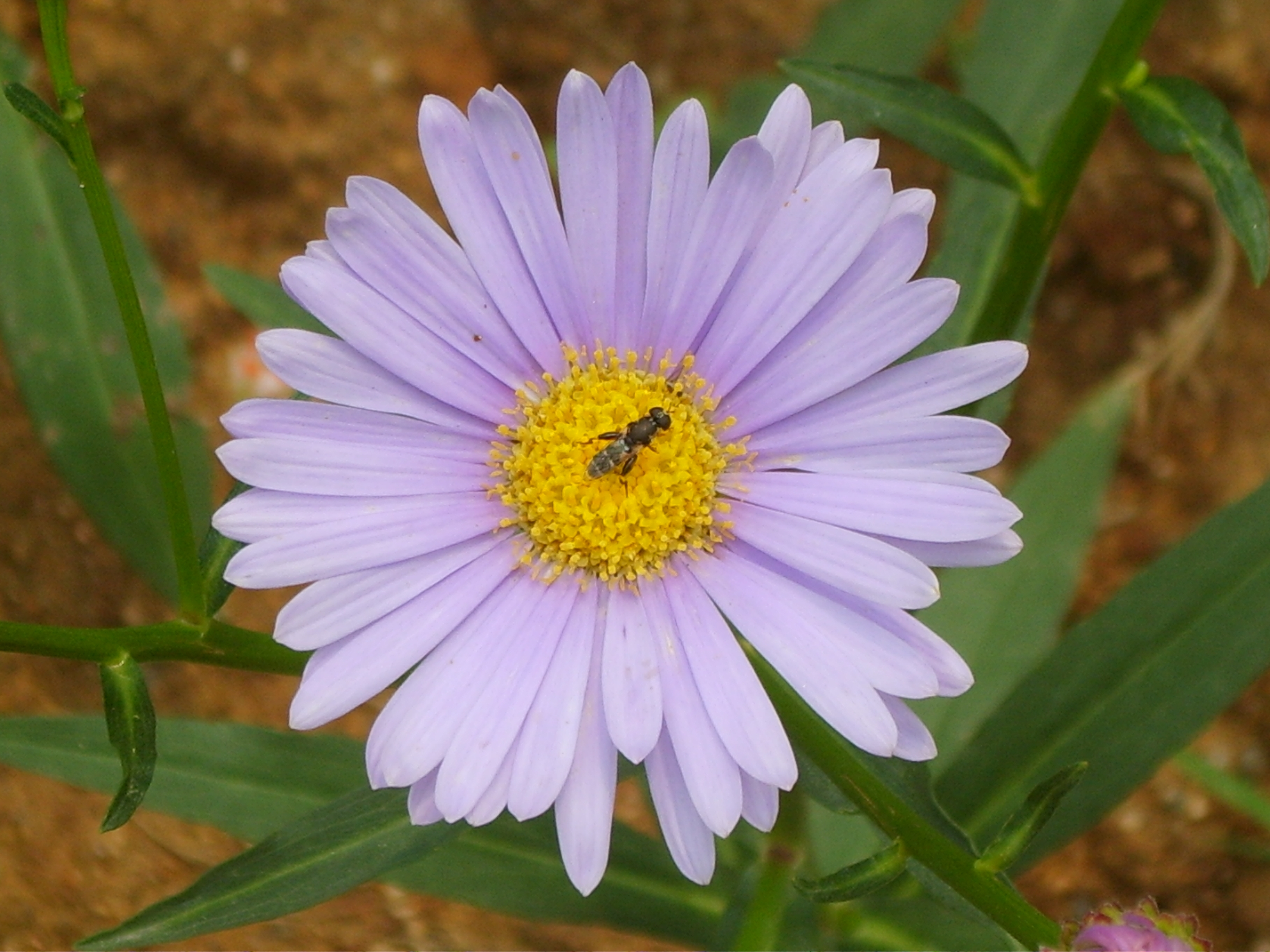
Blütenkorb mit bläulichen Zungen- und gelben Röhrenblüten von Aster koraiensis

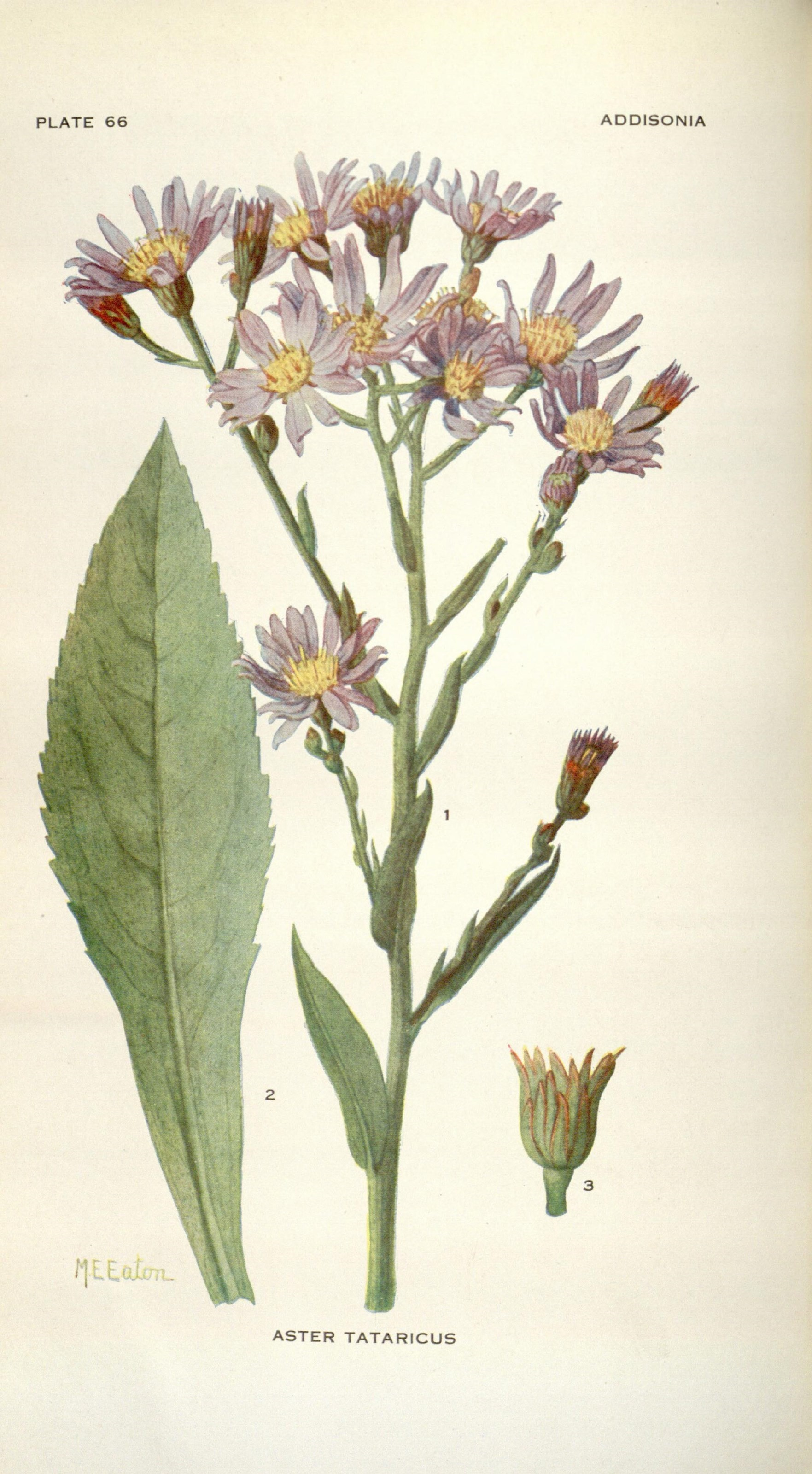
Illustration aus Addisonia, Tafel 066 von Aster tataricus

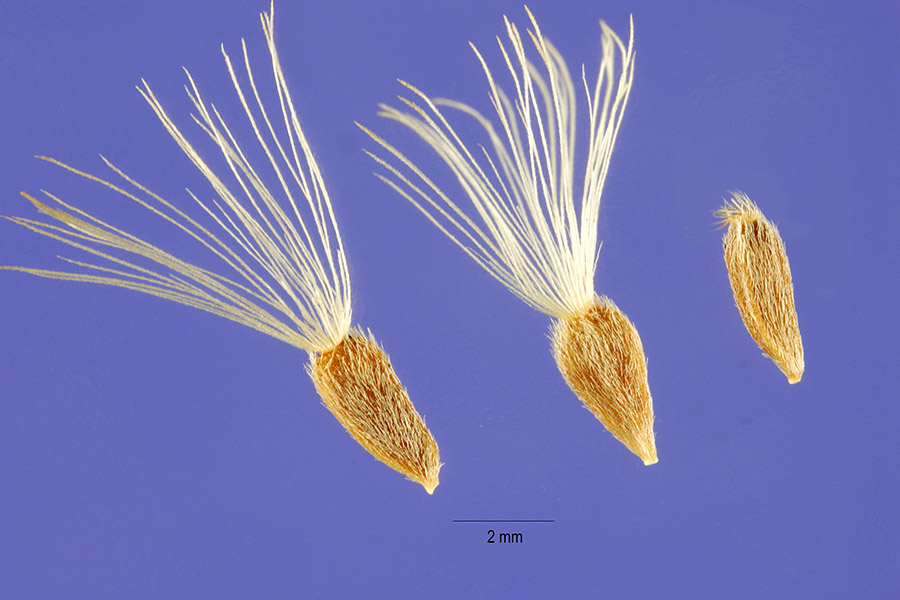
Achänen mit Pappus der Alpen-Aster (Aster alpinus)

## Vegetative Merkmale
Aster-Arten sind meist ausdauernde, manchmal auch ein- oder zweijährige, krautige Pflanzen, selten Halbsträucher oder Sträucher, und erreichen Wuchshöhen von 3 Zentimetern bis 3 Metern. Oft haben sie Rhizome.
Oft stehen die Blätter sowohl in grundständigen Rosetten (Rosettenblätter, Grundblätter) als auch wechselständig angeordnet am Stängel (Stängelblätter). Die wechselständigen Laubblätter können gestielt oder ungestielt sein. Die Blattspreiten sind einfach. Die Blattränder können glatt oder gezähnt sein.

## Generative Merkmale
Die körbchenförmigen Blütenstände können einzeln oder zu mehreren an einem Stängel stehen. Die Blütenkörbchen enthalten einen einreihigen (selten zweireihigen) Kranz aus meist 14 bis 55 (selten 100 bis 150) Zungenblüten (auch Strahlenblüten genannt) und dem Zentrum aus 20 bis über 100 meist gelben Röhrenblüten (auch Scheibenblüten genannt). Das Farbspektrum der Zungenblüten umfasst weiß, rot, blau, rosa- und lilafarben.
Es werden Achänen meist mit einem Pappus gebildet.

## Ökologie
Die Blütenkörbchen, es sind Pseudanthien, also blütenökologisch „Blumen“.

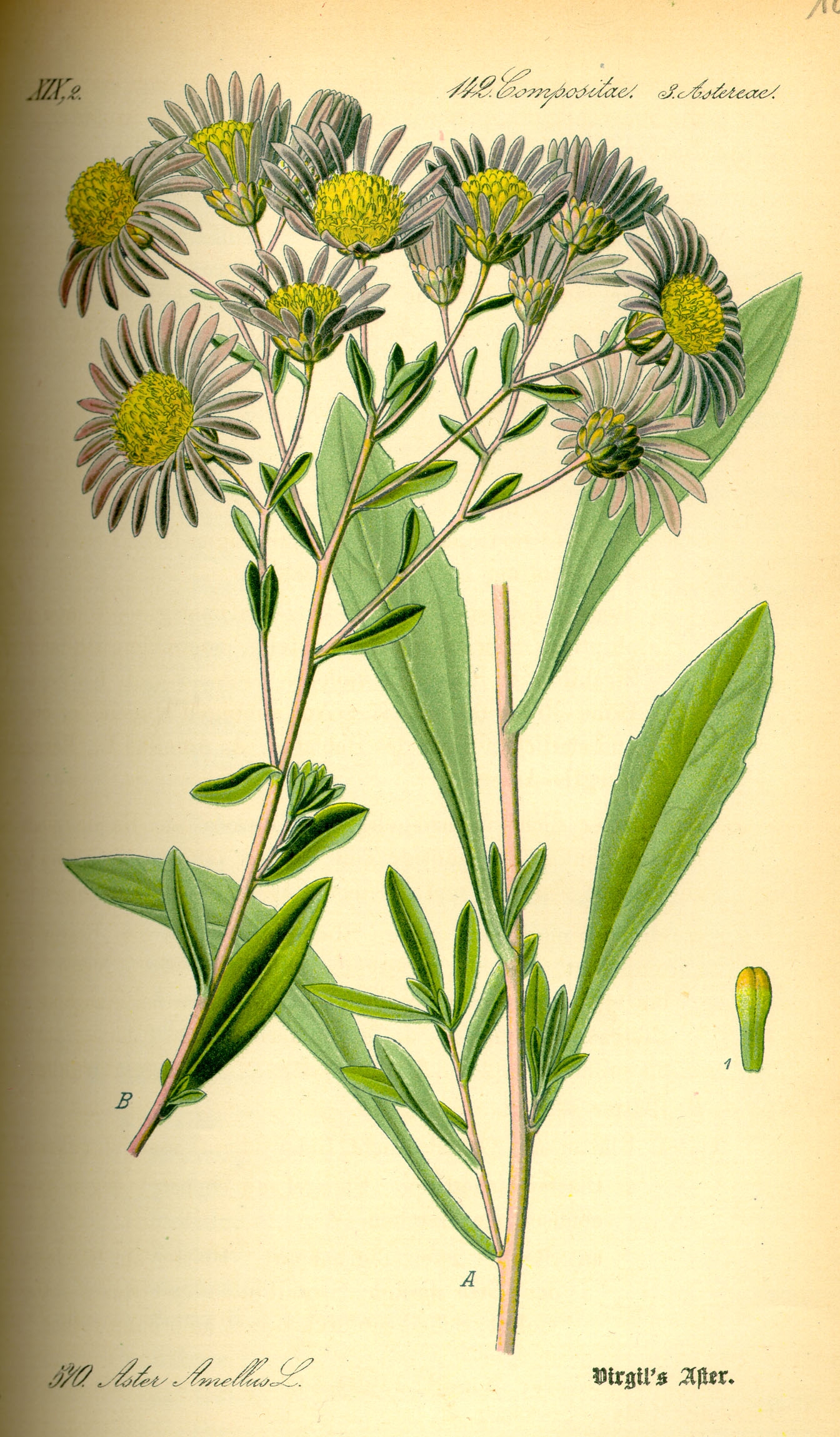
Illustration der Berg-Aster (Aster amellus)

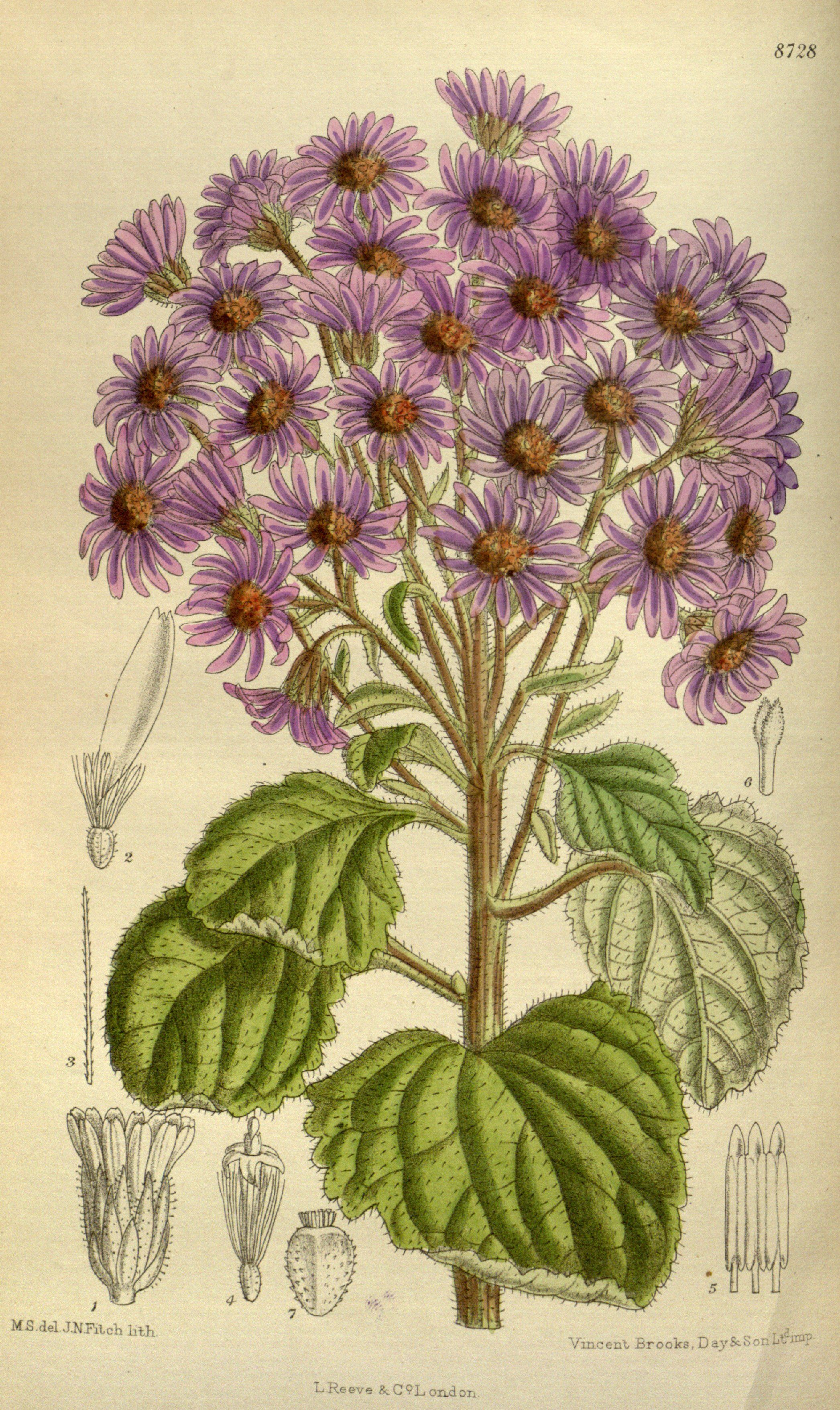
Illustration aus Curtis's Botanical Magazine, London., Volume 143 (= Series 4, Volume 13), 1917, Tafel 8728 von Aster fuscescens

## Systematik und Verbreitung
Die Gattung Aster wurde 1753 durch Carl von Linné in Species Plantarum, Tomus 2, Seite 872 aufgestellt. Als Lektotypusart wurde 1913 Aster amellus L. festgelegt.
Die Tribus Astereae wurde neu geordnet, so dass heute die Gattung Aster einen völlig anderen Umfang als früher hat und nur noch Arten der Alten Welt zur Gattung gerechnet werden. Diese nach alter Systematik aus etwa 500 bis 600 Arten bestehende Gattung hatte eine Verbreitung in Eurasien, Afrika und vor allem Neue Welt. Nach engerer Auffassung gehören nur Arten der Alten Welt zur Gattung Aster. Die einzige Art, die in Nordamerika beheimatet ist und noch zur Gattung im neueren Umfang gezählt wird, ist Aster culminis.
Die Gattung Aster s. str. enthält in China und Taiwan etwa 123 Arten, 82 davon kommen nur dort vor.
Die nordamerikanischen Arten der Gattung Aster s. l. sind mit den eurasischen nicht näher verwandt, sondern bilden mit weiteren Gattungen aus Nordamerika – wie den Gattungen Berufkräuter (Erigeron) und den Goldruten (Solidago) – eine zusammengehörige, monophyletische Gruppe. Guy L. Nesom 1994 schlug daraufhin eine Unterteilung in weitere Gattungen vor, die durch DNA-Analysen gestützt wird. Die nordamerikanischen bisherigen Aster-Arten finden sich jetzt unter anderem in den Gattungen Eurybia und Symphyotrichum. Dazu gehören auch häufig verwendete Zierpflanzen wie Glattblatt-Aster (Symphyotrichum novi-belgii) und Raublatt-Aster (Symphyotrichum novae-angliae). Durch die große Bekanntheit der Bezeichnung Aster und die gleichlautenden deutschen und wissenschaftlichen Namen hat sich die neue Namensgebung bei Freizeit- und Erwerbsgärtnern noch nicht verbreitet durchgesetzt. Die afrikanischen Arten der Gattung Aster s. l. wurden in eine neue Gattung Afroaster gestellt.
Synonyme von Aster L. s. str. sind: Alkibias Raf., Anactis Raf., Bellidiaster Dumort., Bindera Raf., Brachyaster Ambrosi, Chlamydites J.R.Drumm., Deinosmos Raf., Diplactis Raf., Linosyris Cass., Bellidastrum Scop., Lasallea Greene

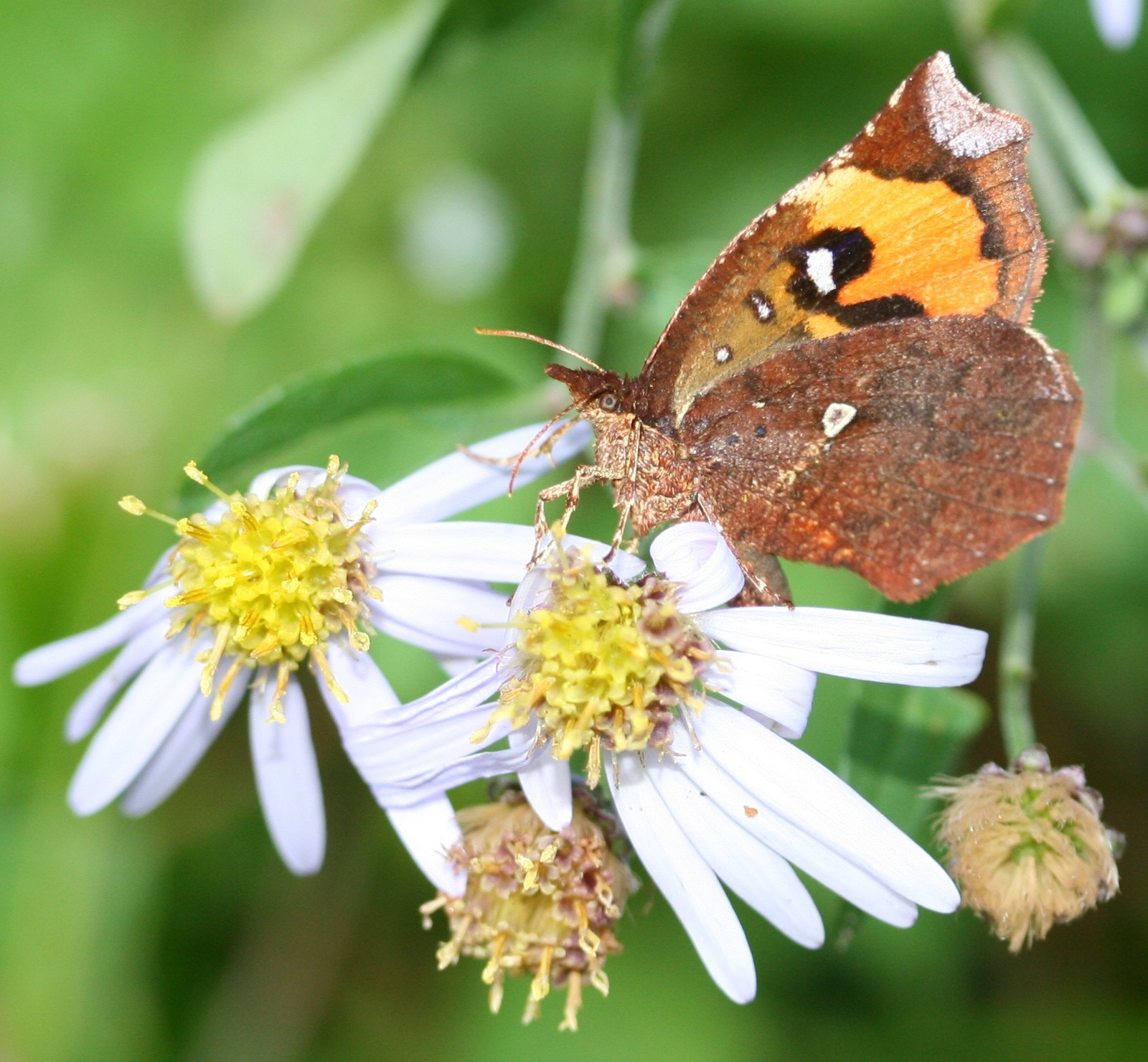
Aster ageratoides var. leiophyllus mit dem Schmetterling Pterodecta felderi

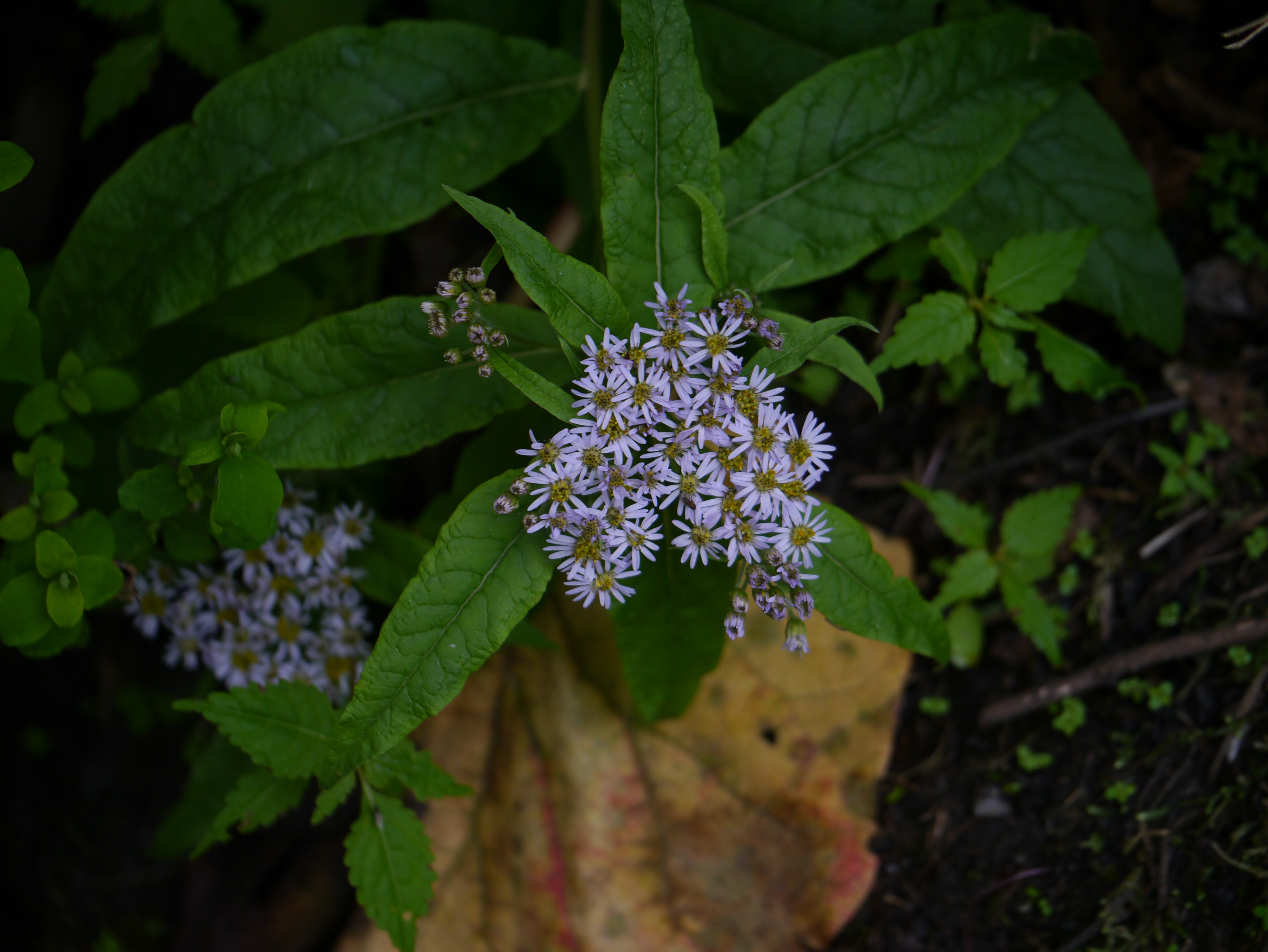
Aster albescens

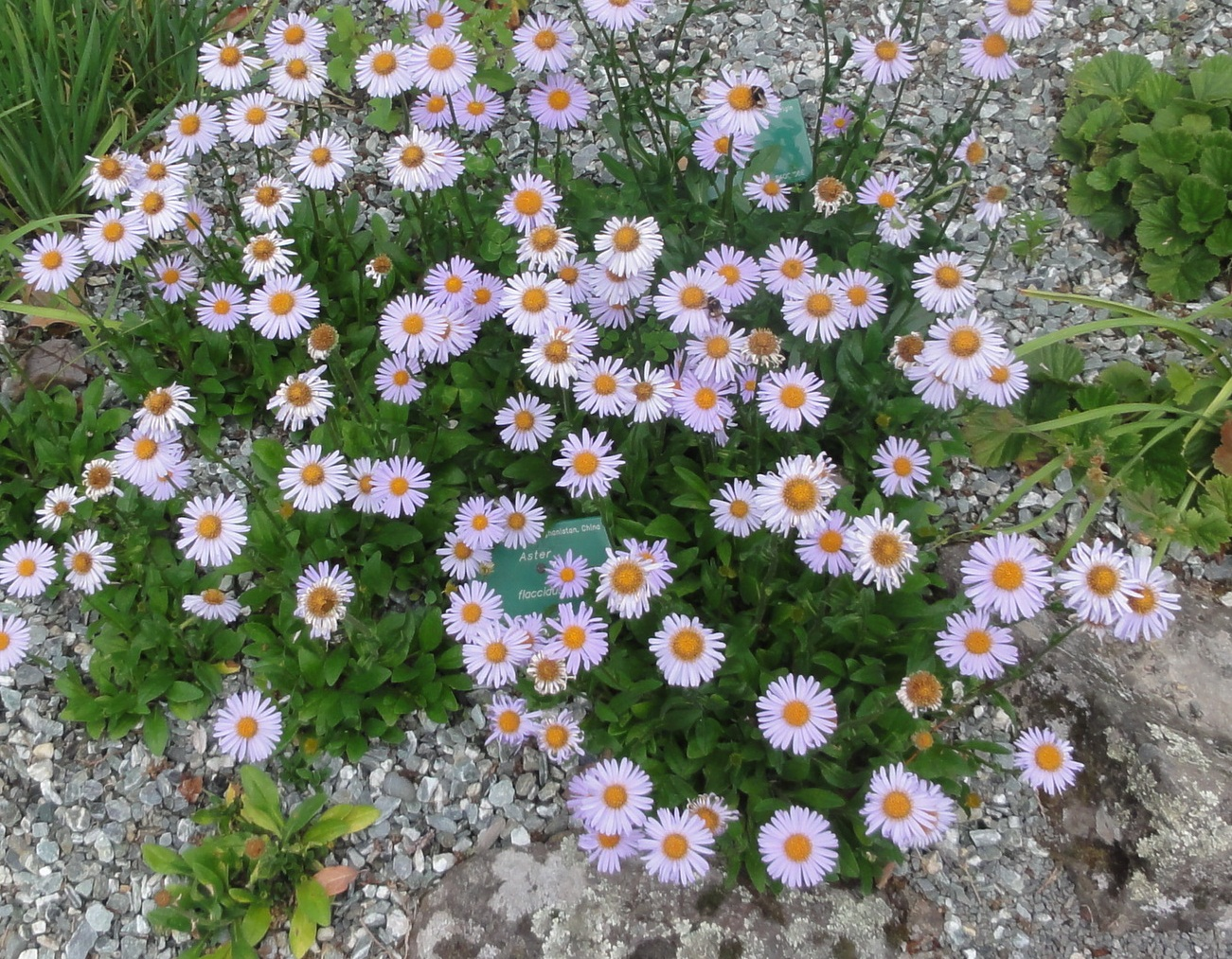
Aster flaccidus

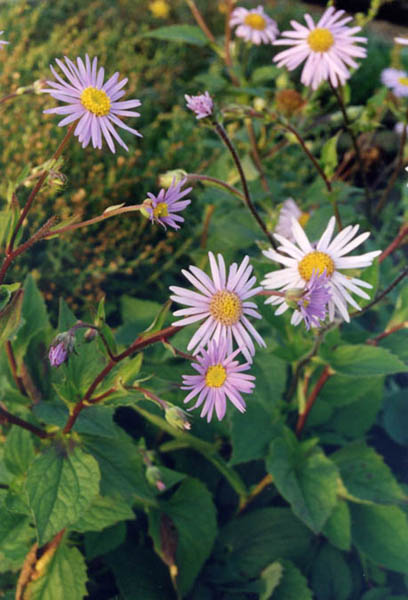
Aster himalaicus

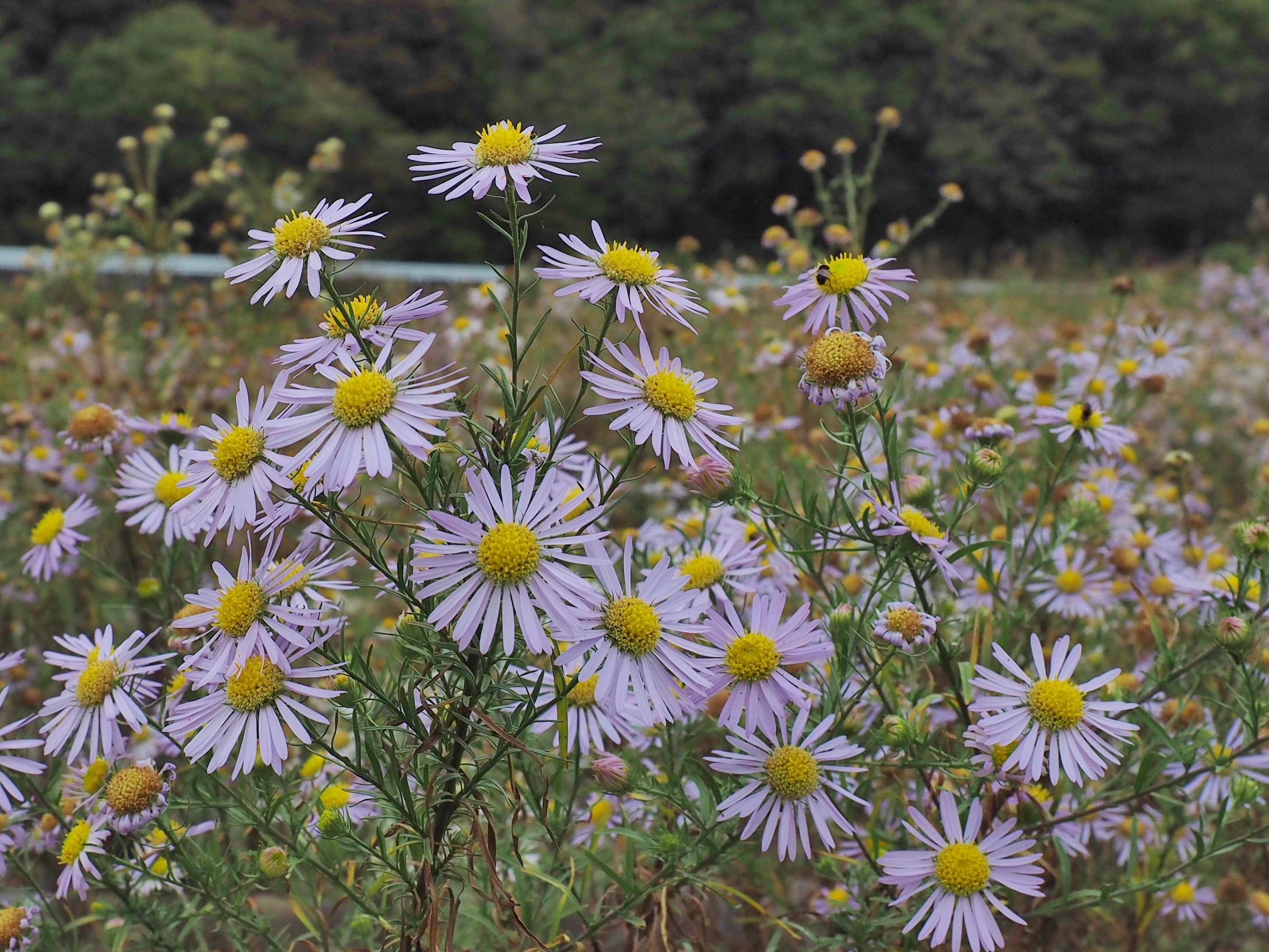
Aster kantoensis

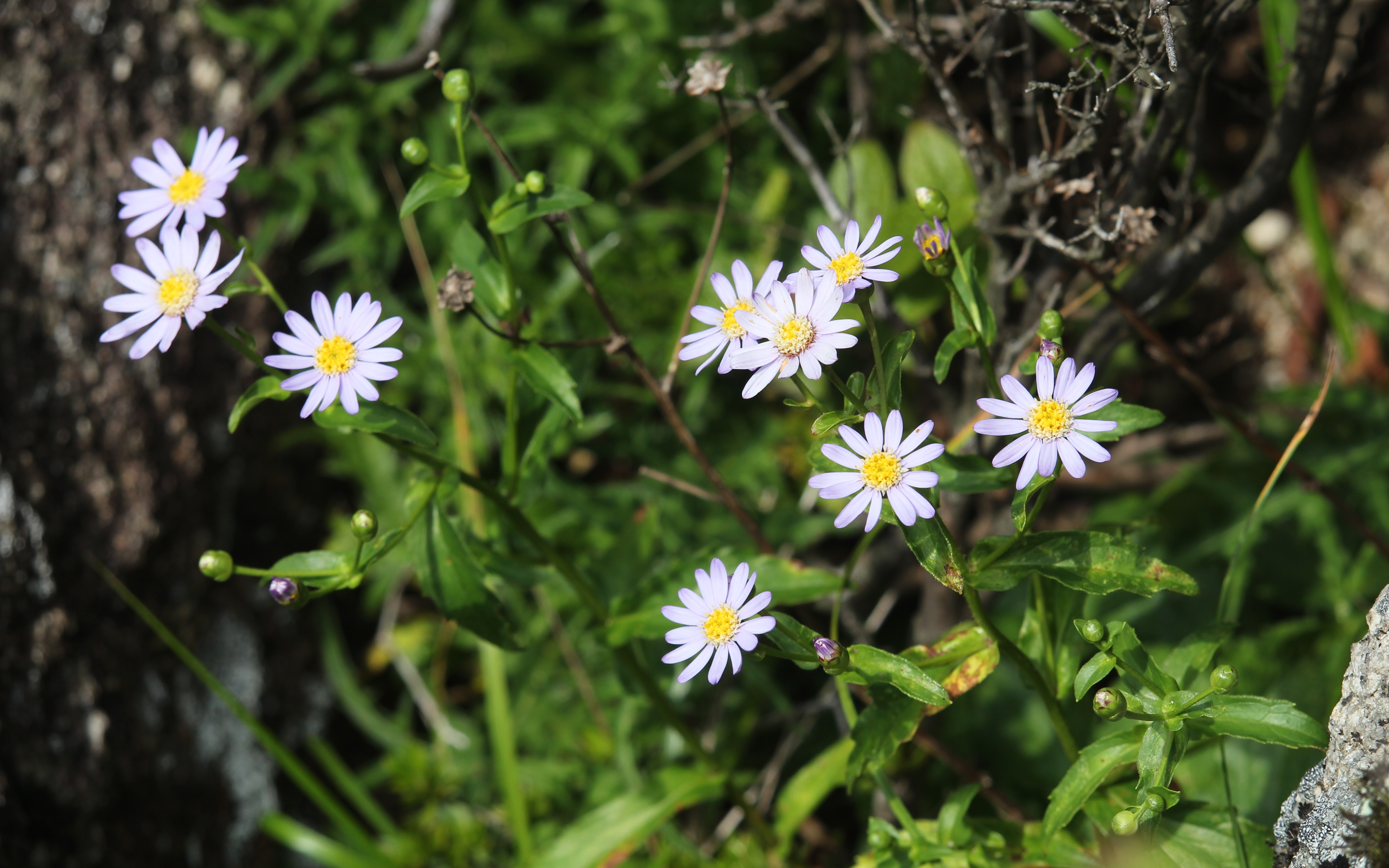
Aster komonoensis

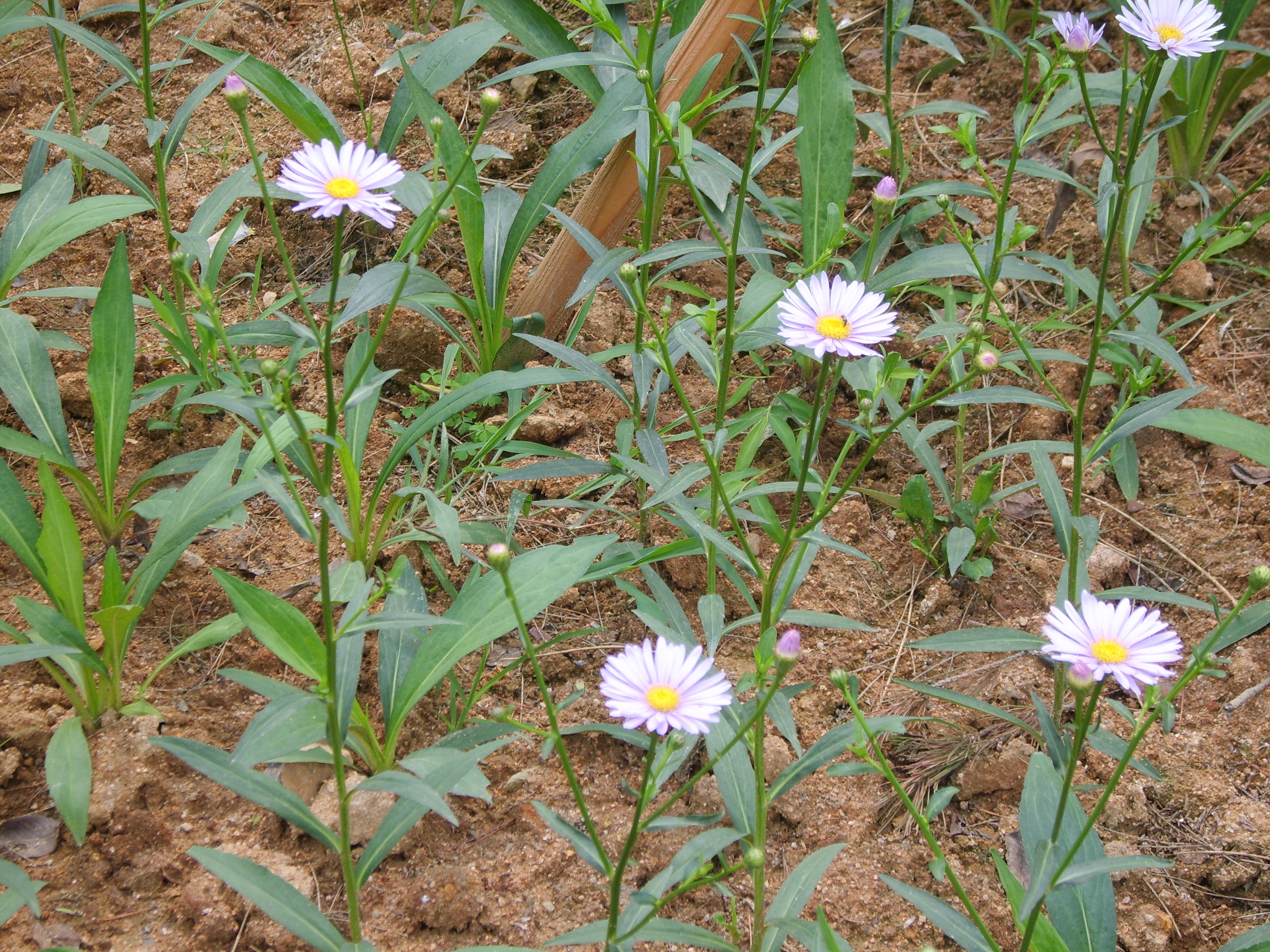
Aster koraiensis

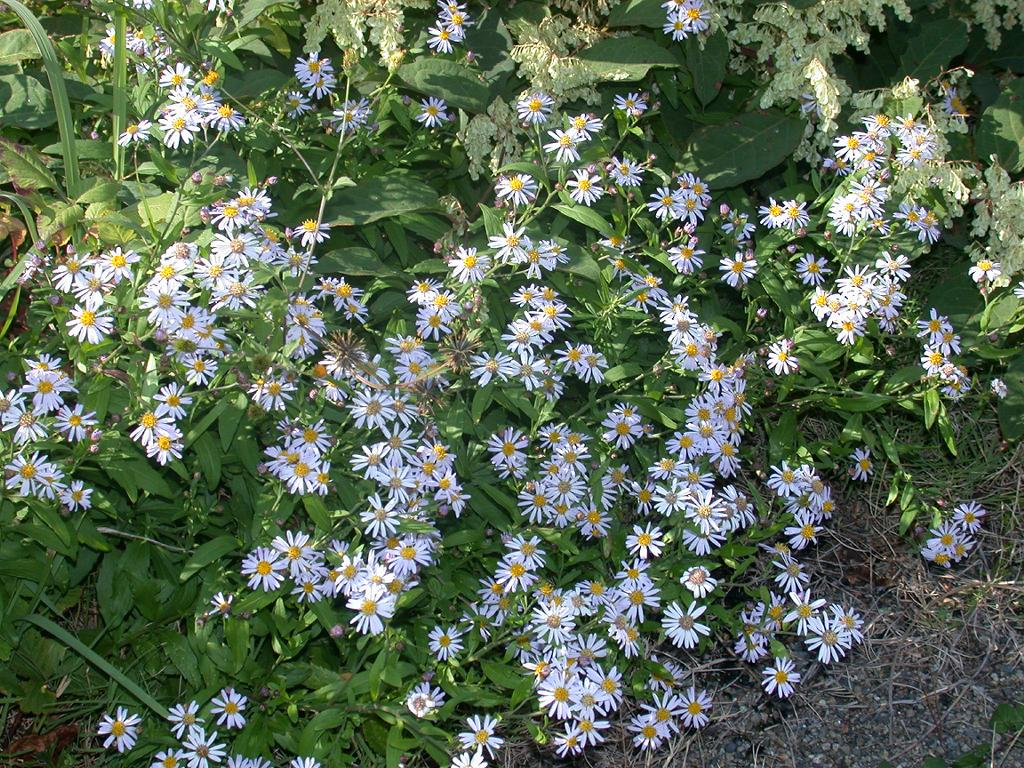
Aster microcephalus var. ovatus

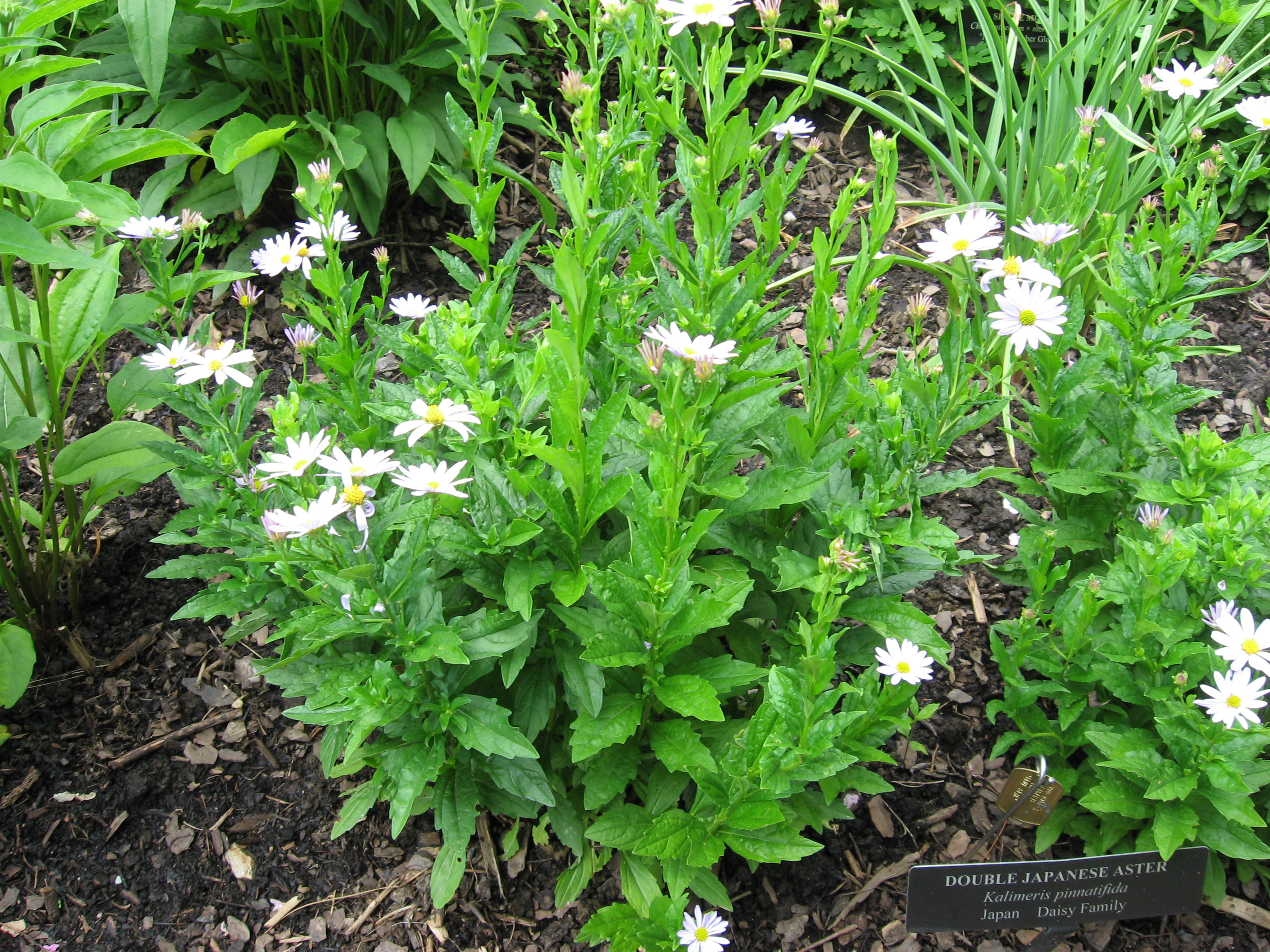
Aster pinnatifidus

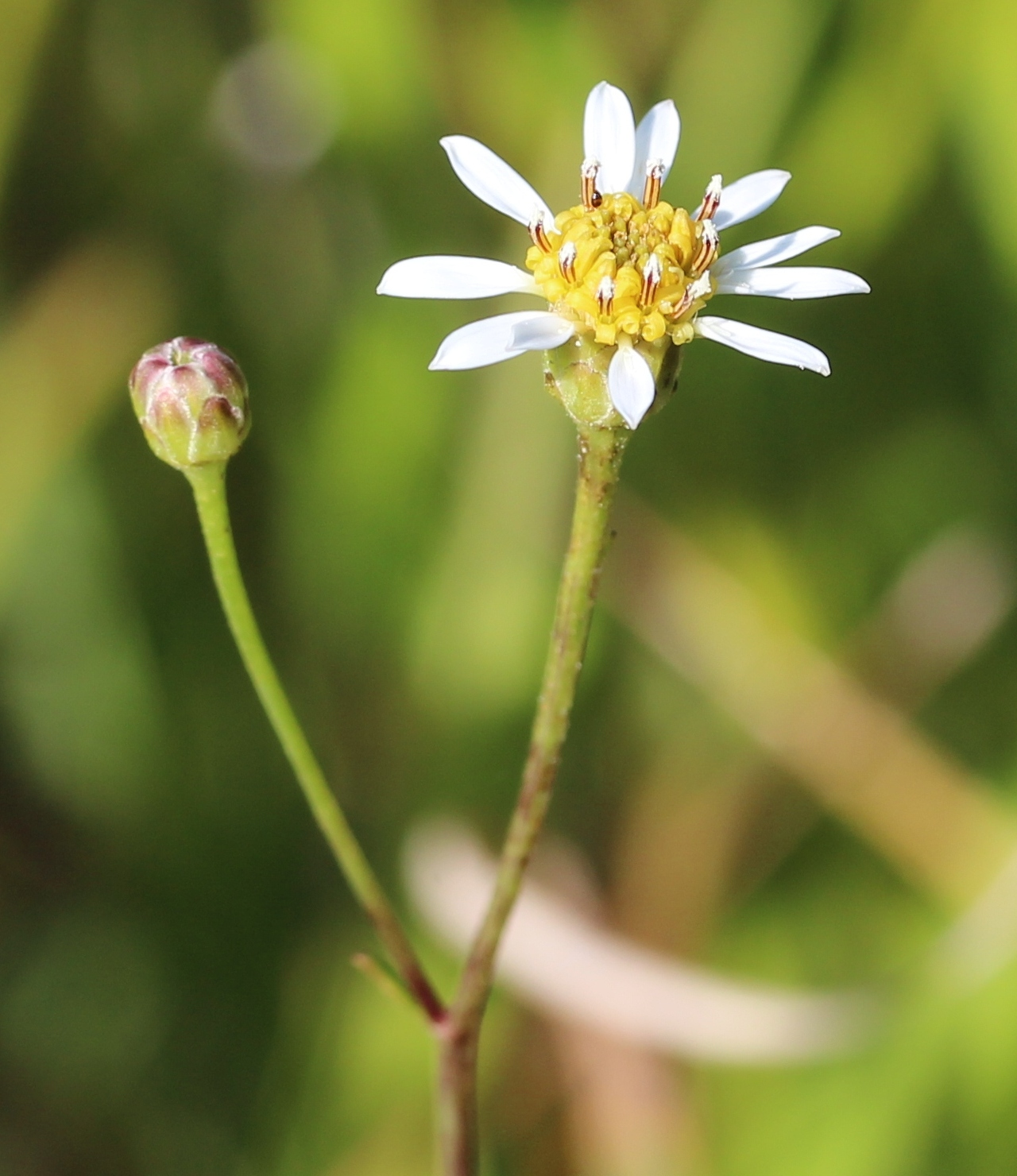
Knospiger und geöffneter Blütenkorb von Aster rugulosus

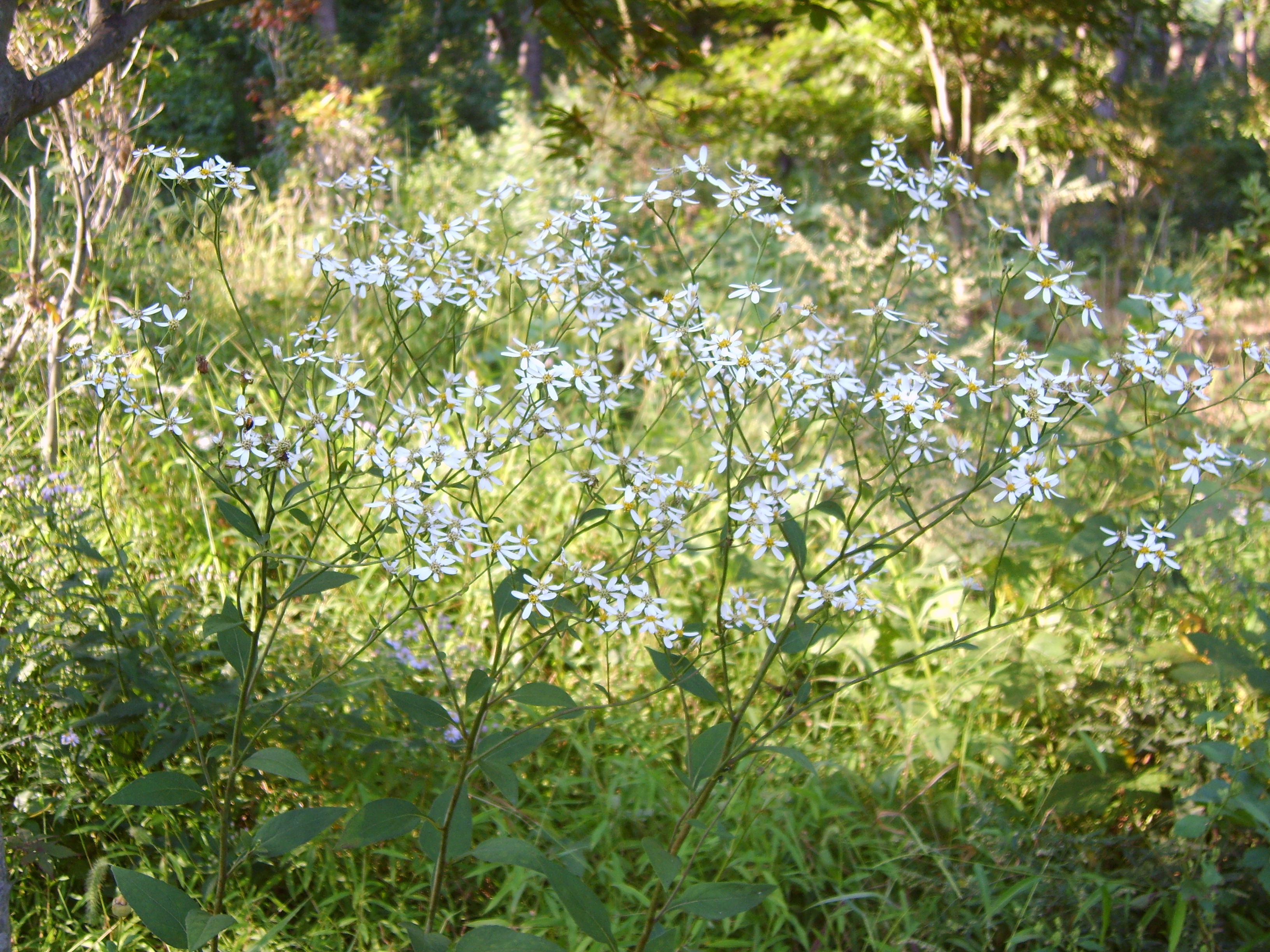
Aster scaber

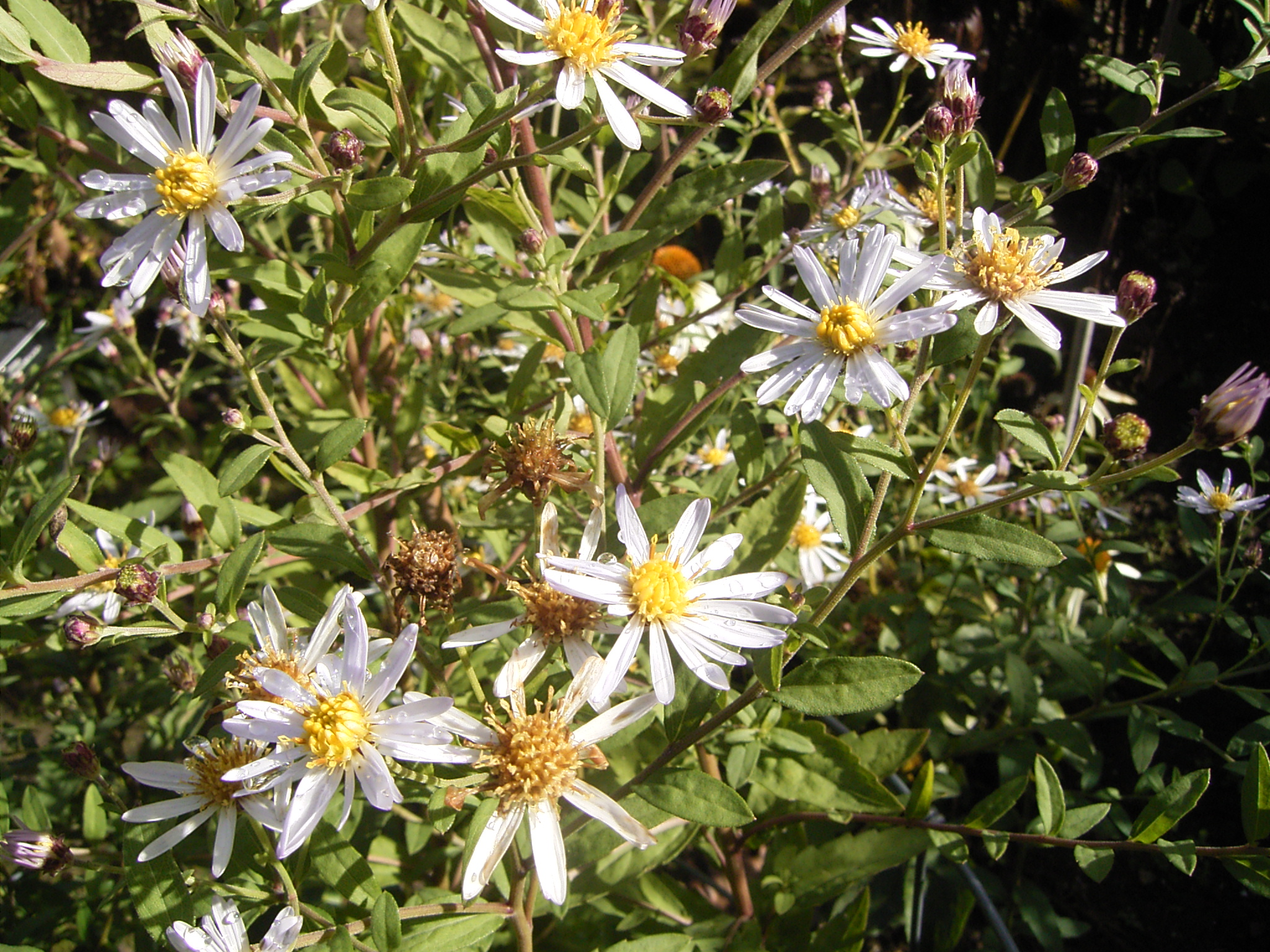
Aster semiamplexicaulis

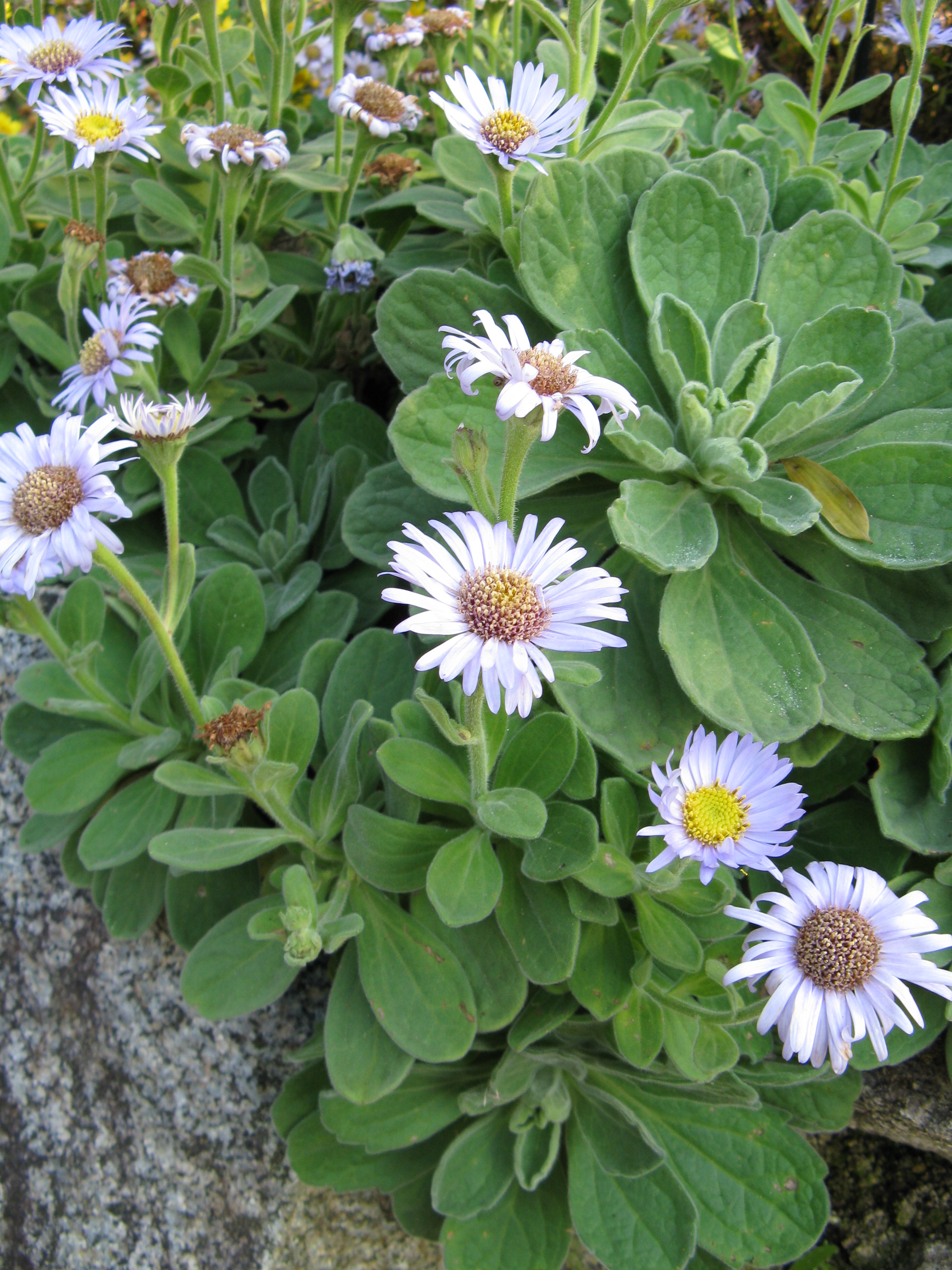
Aster spathulifolius

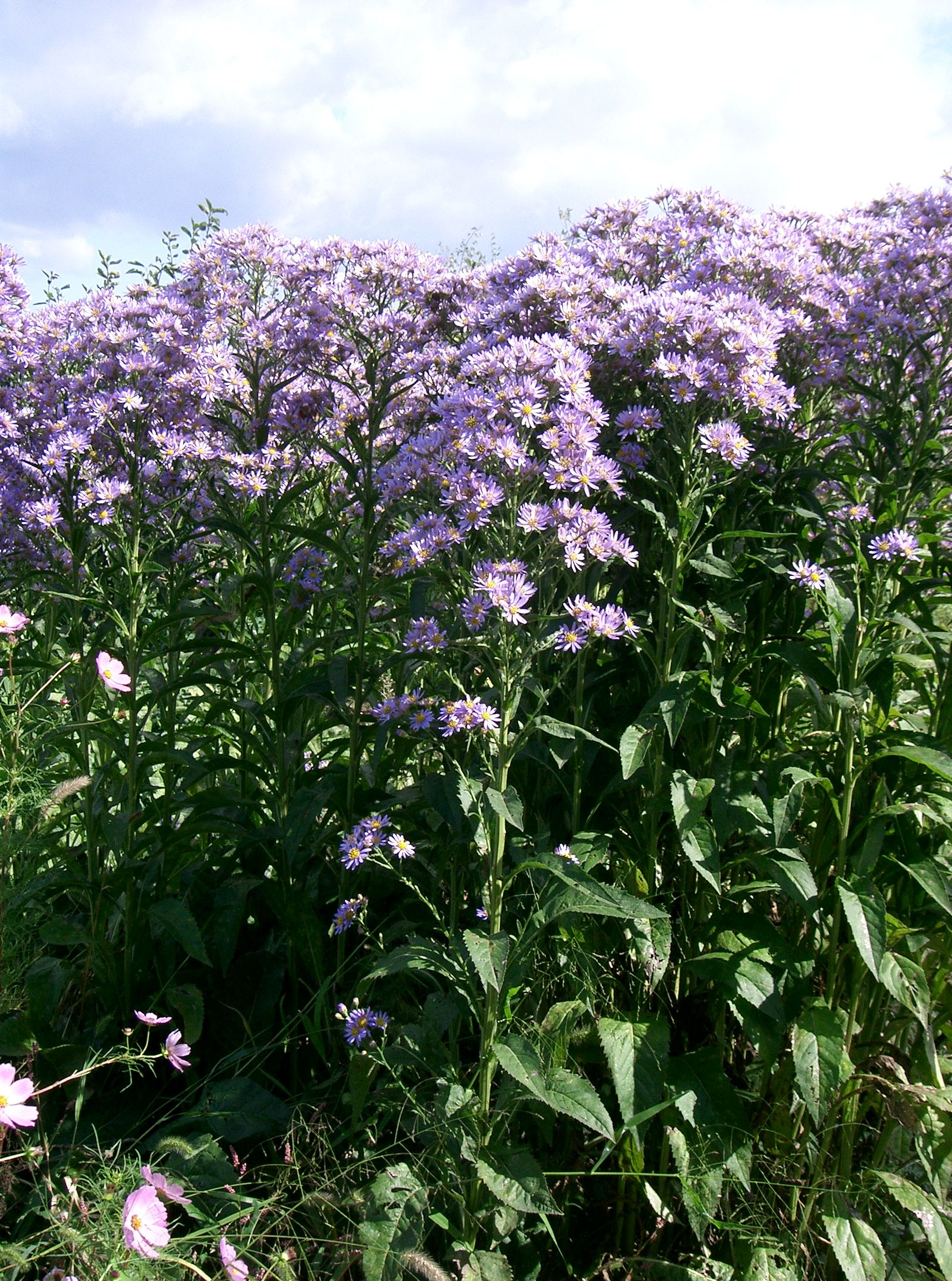
Aster tataricus

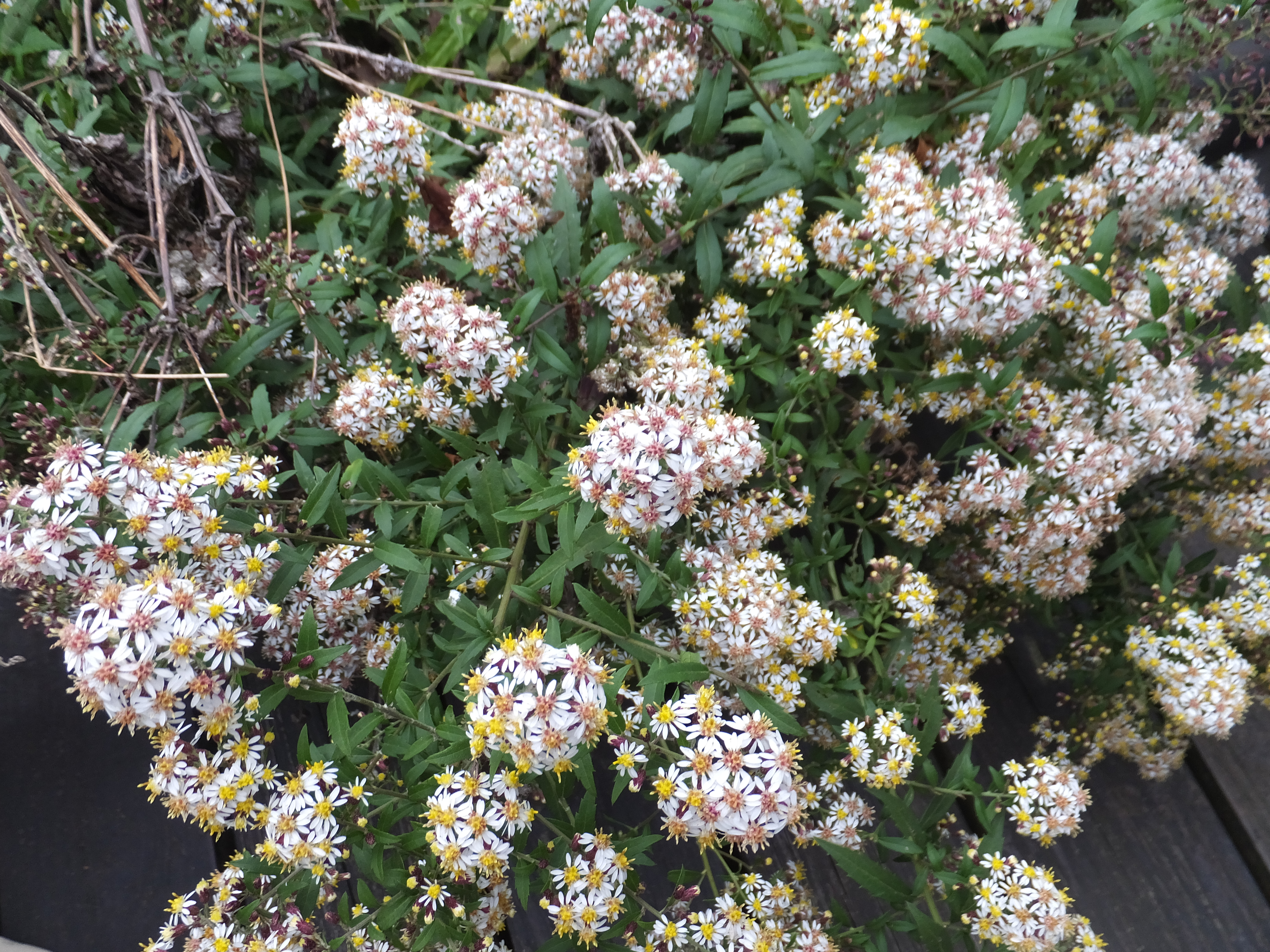
Aster taiwanensis

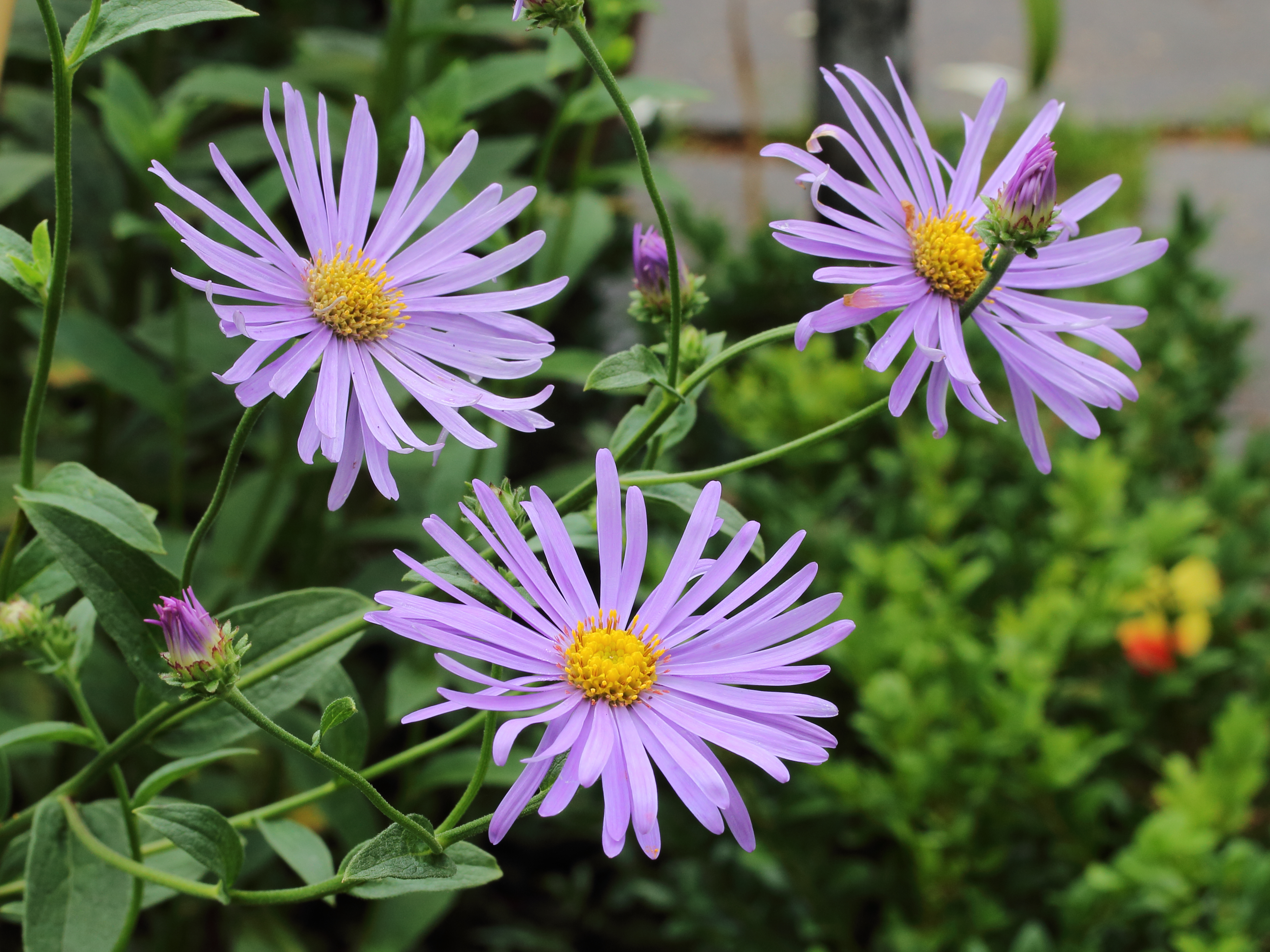
Aster thomsonii

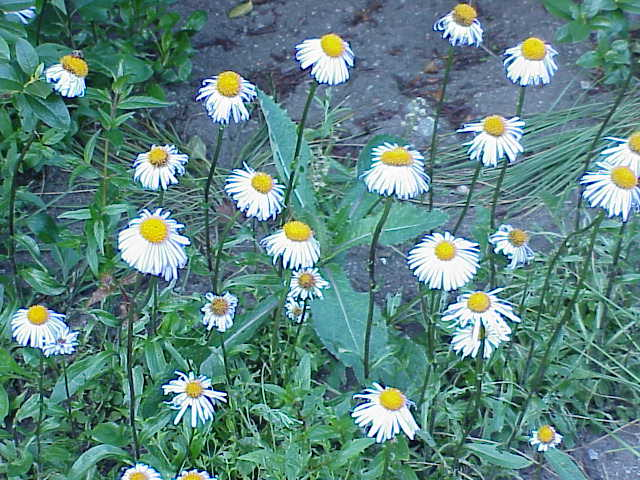
Aster tongolensis

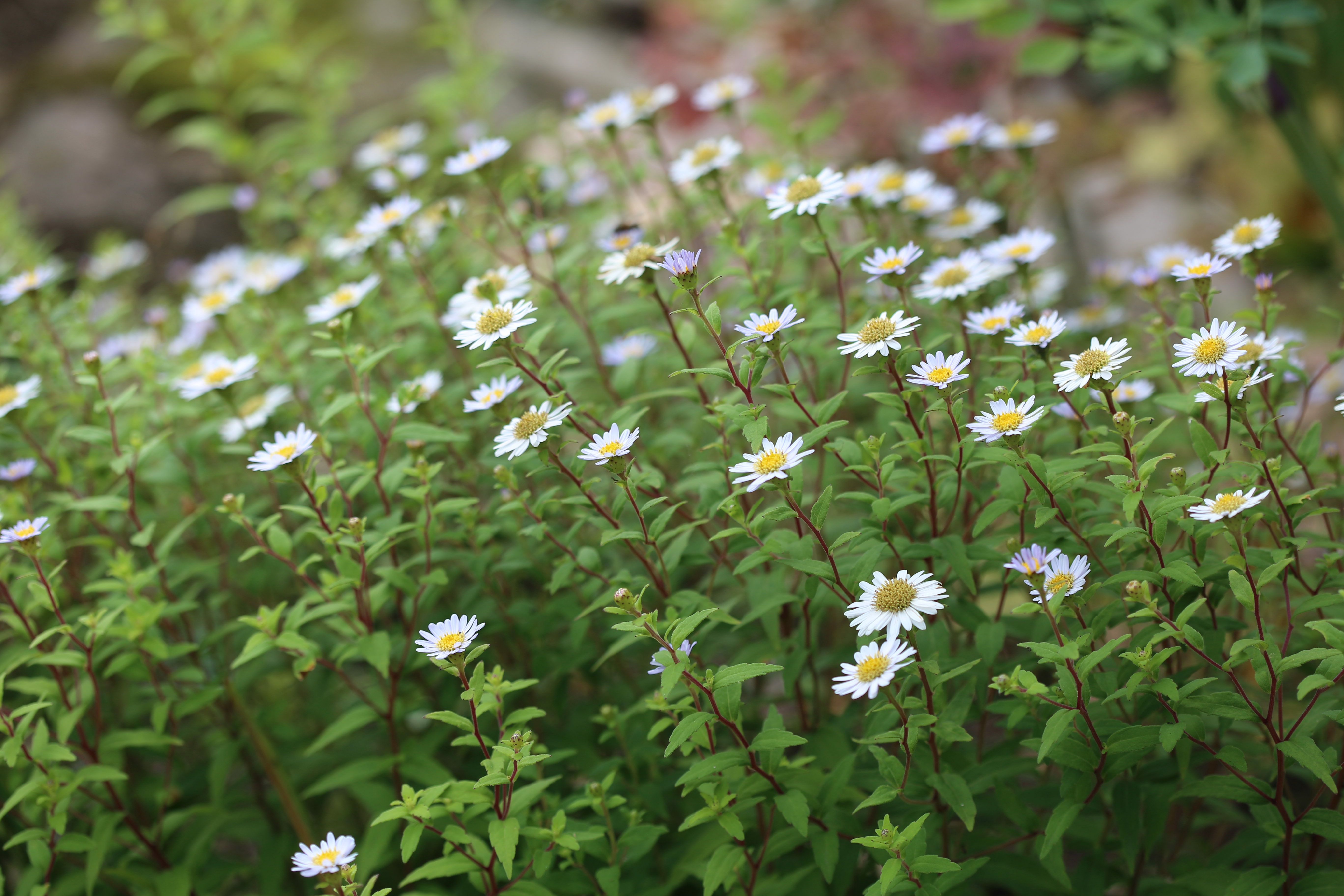
Aster viscidulus

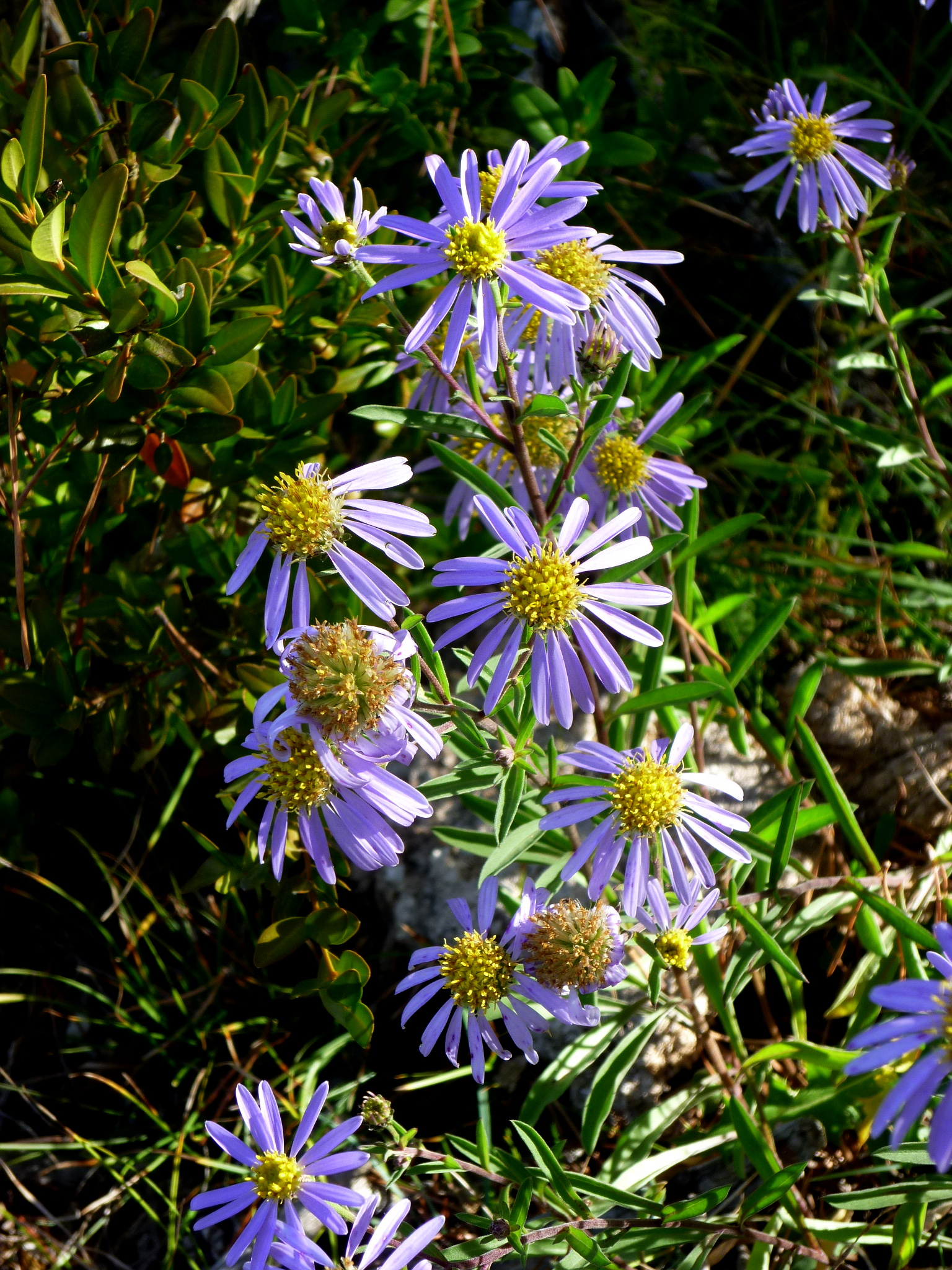
Aster willkommii

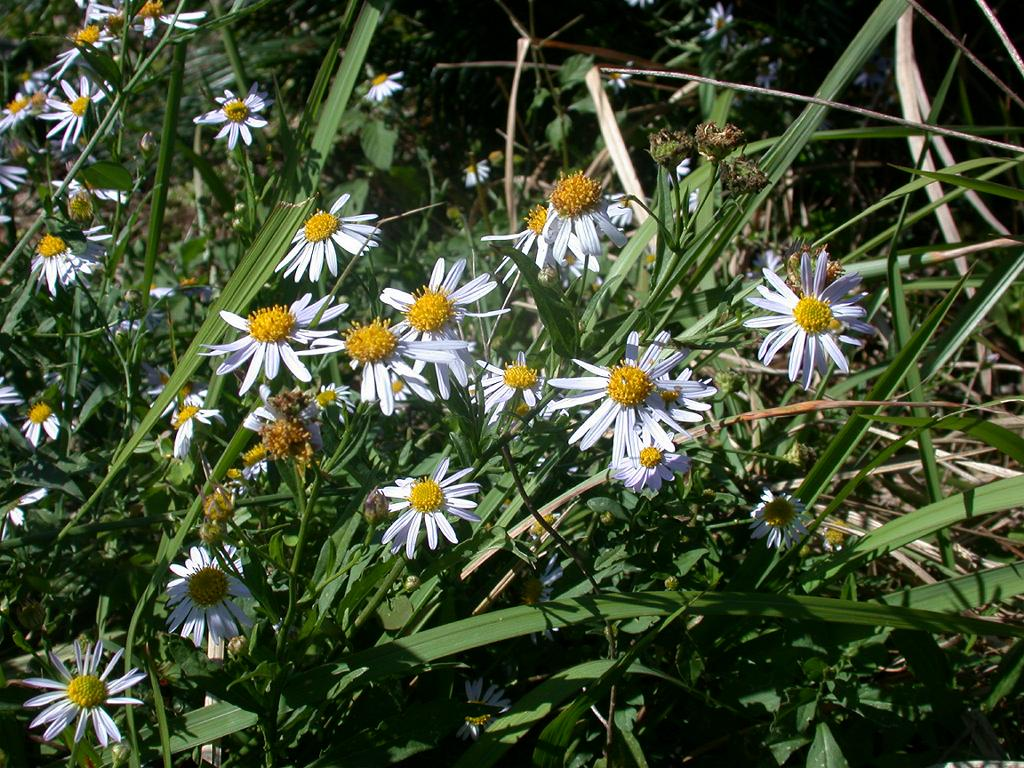
Aster yomena

Es gibt in der Gattung Aster s. str. etwa 152 Arten (Stand 2011 und 2015):
- Aster ageratoides Turcz.: Sie kommt in Indien, Bhutan, Myanmar, Thailand, China, Taiwan, Japan, Korea und in Russlands Fernem Osten vor.[7] Es wurden zahlreiche Varietäten beschrieben, dieser Artkomplex wird kontrovers diskutiert, die ganze Art gilt oft als Synonym zu Aster trinervius Roxb. ex D.Don.[2]
- Aster aitchisonii Boiss.: Sie kommt in Pakistan vor.[7]
- Aster alatipes Hemsl.: Sie gedeiht in Höhenlagen von 800 bis 1600 Metern in den chinesischen Provinzen Anhui, Henan, nordwestliches Hubei, südliches Shaanxi sowie Sichuan vor.[2]
- Aster albescens (DC.) Wall. ex Hand.-Mazz.: Die etwa zehn Varietäten kommen in Pakistan, Indien, Myanmar und China vor.[2][7]
  - Aster albescens (DC.) Wall. ex Hand.-Mazz. var. albescens (Syn.: Aster cabulicus Lindl., Aster ferrugineus Edgeworth not H.L.Wendland, Aster ignoratus Kunth & C.D.Bouché)[2]
  - Aster albescens var. discolor Y.Ling (Syn.: Aster harrowianus var. glabratus Diels, Aster albescens var. levissimus Hand.-Mazz.)[2]
  - Aster albescens var. glandulosus Hand.-Mazz.
  - Aster albescens var. gracilior Hand.-Mazz. (Syn.: Aster limprichtii var. gracilior Hand.-Mazz., Aster harrowianus Diels)
  - Aster albescens var. limprichtii (Diels) Hand.-Mazz. (Syn.: Aster limprichtii Diels)
  - Aster albescens var. megaphyllus Y.Ling: Dieser Endemit kommt nur in Mao in Sichuan vor.[2]
  - Aster albescens var. niveus Hand.-Mazz.: Sie kommt nur in den indischen Provinzen Himachal Pradesh, Jammu und Kashmir sowie Uttar Pradesh vor.[7]
  - Aster albescens var. pilosus Hand.-Mazz.
  - Aster albescens var. rugosus Y.Ling
  - Aster albescens var. salignus Hand.-Mazz. (Syn.: Aster harrowianus var. glabratus Diels)
- Aster ×alpinoamellus Novopokr. ex Tzvelev
- Alpen-Aster, auch Himalaya-Aster genannt (Aster alpinus L.)
- Aster altaicus Willd.: Sie kommt in den gemäßigten Gebieten Asiens und in Indien, Nepal sowie Pakistan vor.[7] Es gibt mehrere Varietäten, beispielsweise:[2]
  - Aster altaicus Willd. var. altaicus (Syn.: Aster gmelinii Tausch): Sie ist in Kaschmir, Kasachstan, in Sibirien, in der Mongolei, in der Inneren Mongolei, Tibet und in den chinesischen Provinzen Gansu, Hebei, Heilongjiang, Henan, Jilin, Liaoning,  Ningxia, Qinghai, Shaanxi, Shandong, Shanxi, nordwestlichen Sichuan sowie Xinjiang verbreitet.
  - Aster altaicus var. canescens (Nees) Sergievskaya (Syn.: Aster canescens (Nees) Fisjun non Pursh, Aster pyropappus Boissier, Aster spatioides C.B.Clarke): Sie kommt im Iran, Kasachstan, Turkmenistan, Usbekistan, Afghanistan, Pakistan, im nordwestlichen Indien, in der Mongolei, im westlichen Sibirien und im nördlichen Xinjiang vor.[2]
  - Aster altaicus var. hirsutus Hand.-Mazz.: Sie gedeiht auf Grasland und auf offenen Hängen in Höhenlagen von 2200 bis 3500 Metern im westlichen Sichuan (Garzê, Jinchuan, Kangding) sowie nordwestlichen Yunnan.[2]
  - Aster altaicus var. millefolius (Vaniot) Hand.-Mazz. (Syn.: Aster millefolius Vaniot): Diese häufige Art kommt in der Inneren Mongolei und in den chinesischen Provinzen  Gansu, Hebei, Heilongjiang, Liaoning, Shaanxi sowie Shanxi vor.[2]
  - Aster altaicus var. scaber (Avé-Lallemant) Hand.-Mazz.: Sie kommt in den chinesischen Provinzen Liaoning sowie Shanxi vor.[2]
  - Aster altaicus var. taitoensis Kitam.: Dieser Endemit gedeiht an sandigen Standorten an Fließgewässern nur in Taidong in Taiwan.[2]
- Berg-Aster oder Kalk-Aster (Aster amellus L.): Es etwa drei Unterarten:[8]
  - Aster amellus L. subsp. amellus: Sie ist in weiten Teilen Europas und im Kaukasusraum sowie in der Türkei weitverbreitet.[8]
  - Aster amellus subsp. bessarabicus (Bernh. ex Rchb.) Soó (Syn.: Aster scepusiensis Kanitz, Aster bessarabicus Bernh. ex Rchb.): Sie kommt in Tschechien, in der Slowakei, der Ukraine, in Russland, Georgien, Moldawien und im Kaukasusraum vor.[8]
  - Aster amellus subsp. ibericus (M.Bieb.) V.E.Avet. (Syn.: Aster ibericus M.Bieb.)[7]: Sie kommt in der Ukraine, in Russland und in Vorderasien vor.[8]
- Aster arenarius (Kitam.) Nemoto: Sie kommt in Japan und in Zhejiang nur in Putuo vor.[2]
- Aster argyropholis Hand.-Mazz.: Es gibt drei Varietäten:[2]
  - Aster argyropholis Hand.-Mazz. var. argyropholis: Sie kommt in Tibet und im westlichen Sichuan vor.[2]
  - Aster argyropholis var. niveus Y.Ling: Sie kommt im südwestlichen Sichuan nur in Yanyuan und im nordwestlichen Yunnan nur in Lijiang vor.[2]
  - Aster argyropholis var. paradoxus Y.Ling: Dieser Endemit kommt nur in Barkam im nördlichen-zentralen Sichuan vor.[2]
- Aster asagrayi Makino (Syn.: Aster ciliosus (Turcz.) Hand.-Mazz. non Kitam.): Sie kommt in Japan und in den chinesischen Provinzen Fujian, Guangdong sowie Hainan vor.[2]
- Aster asteroides (DC.) Kuntze (Syn.: Aster hedinii Ostenf., Aster heterochaeta Benth. ex C.B.Clarke nom. illeg. superfl., Aster likiangensis subsp. hedinii (Ostenf.) Onno): Sie kommt in Indien, Bhutan, Nepal und in China vor.[7]
- Aster auriculatus Franch.: Sie gedeiht in Höhenlagen von 800 bis 3000 Metern in Tibet (nur Zayü) und in den chinesischen Provinzen Gansu, Guangxi, Guizhou, Hubei, Sichuan sowie Yunnan.[2]
- Aster baccharoides (Benth.) Steetz (Syn.: Aster brevipes Benth.): Sie gedeiht in Höhenlagen von 0 bis 1000 Metern in den chinesischen Provinzen Fujian, Guangdong, östliches Guangxi, Hunan, Jiangxi sowie Zhejiang vor.[2]
- Aster barbellatus Grierson: Sie kommt im Himalaja in Sikkim, Bhutan, Nepal und im südlichen Tibet vor.[2]
- Aster batangensis Bureau & Franch.: Es gibt zwei Varietäten:[2]
  - Aster batangensis Bureau & Franch. var. batangensis: Sie gedeiht in Höhenlagen von 3400 bis 4600 Metern im östlichen Tibet und in den chinesischen Provinzen südwestliches bis westliches Sichuan sowie nordwestliches Yunnan.[2]
  - Aster batangensis var. staticifolius (Franch) Y.Ling (Syn.: Aster staticifolius Franch.): Sie gedeiht in Höhenlagen von 2500 bis 4000 Metern im südwestlichen Sichuan und nordwestlichen Yunnan nur in Lijiang.[2]
- Aster bietii Franch. (Syn.: Aster mekongensis Onno): Sie kommt im nordwestlichen Yunnan und im östlichen Tibet vor.[2]
- Aster bipinnatisectus Ludlow ex Griers.: Dieser Endemit gedeiht auf Felsen in Höhenlagen von etwa 3200 Metern nur in Sog in Tibet.[2]
- Aster boweri Hemsl.: Sie gedeiht in Höhenlagen von 2200 bis 5200 Metern in Tibet und in den chinesischen Provinzen westliches Gansu, Qinghai, Yunnan sowie in Xinjiang.[2]
- Aster brachytrichus Franch. (Syn.: Aster bodinieri H.Lév.): Sie kommt im nördlichen Myanmar und in den chinesischen Provinzen Guizhou, südwestliches Sichuan sowie nördliches bis nordwestliches Yunnan vor.[2]
- Aster brevis Hand.-Mazz.: Dieser Endemit gedeiht an alpinen Hängen in Höhenlagen von etwa 3900 Metern nur in Zhongdian im nordwestlichen Yunnan.[2]
- Aster bulleyanus Jeffrey ex Diels: Sie gedeiht auf subalpinen bis alpinen Wiesen und an Ufern von Fließgewässern in Höhenlagen von 2800 bis 4300 Metern nur im nordwestlichen Yunnan.[2]
- Aster chingshuiensis Y.C.Liu & C.H.Ou (Syn.: Aster hualiensis S.S.Ying): Dieser Endemit gedeiht nur in Kalksteinspalten und -Geröll in Höhenlagen von 2000 bis 2200 Metern in Taiwan.[2]
- Aster crenatifolius Franch.: Sie kommt in Nepal, im östlichen Tibet und in den chinesischen Provinzen Gansu, Hebei, Ningxia, Qinghai, Shaanxi, Sichuan sowie im nordwestlichen Yunnan vor.[2]
- Aster diplostephioides (DC.) C.B.Clarke (Syn.: Aster delavayi Franch., Aster diplostephioides var. delavayi (Franch.) Onno, Aster vilmorinii Franch.): Sie kommt im Himalaja in Bhutan, Nepal, Indien, Kaschmir sowie nördlichen Pakistan, im südlichen Tibet und in den chinesischen Provinzen westlichen Gansu, östlichen Qinghai, südwestlichen bis westlichen Sichuan sowie im nordwestlichen Yunnan vor.[2]
- Aster dolichophyllus Y.Ling: Sie wurde 1985 erstbeschrieben. Dieser Endemit gedeiht nur auf moosbewachsenen Felsen entlang von Ufern von Fließgewässern in Wäldern nur in Longsheng im nördlichen Guangxi.[2]
- Aster dolichopodus Y.Ling: Sie wurde 1985 erstbeschrieben. Sie gedeiht in Höhenlagen von 2400 bis 3500 Metern in den chinesischen Provinzen Gansu, südliches Shaanxi, nordwestliches bis westliches Sichuan.[2]
- Aster eligulatus (Y.Ling ex Y.L.Chen, S.Yun Liang & K.Y.Pan) Brouillet (Syn.: Heteropappus eligulatus Y.Ling ex Y.L.Chen, S.Yun Liang & K.Y.Pan): Diese Neukombination erfolgte 2011. Sie gedeiht auf steinigen Böden in Höhenlagen von 3200 bis 3900 Metern in Tibet.[2]
- Aster falcifolius Hand.-Mazz. (Syn.: Aster brachyphyllus C.C.Chang non (Sonder) F.Mueller): Sie gedeiht an Hängen, an Straßenrändern, Ufern von Fließgewässern und an Felsaufschlüssen in Höhenlagen von 600 bis 1800 Metern in den chinesischen Provinzen südliches Gansu, westliches Hubei, südliches Shaanxi sowie nordwestliches bis westliches Sichuan.[2]
- Aster falconeri (C.B.Clarke) Hutch.: Die vielleicht zwei Unterarten kommen im nördlichen Pakistan, in Indien und im westlichen Nepal vor.[7]
- Aster fanjingshanicus Y.L.Chen & D.J.Liu: Dieser Endemit gedeiht auf Wiesen auf Hügeln und an felsigen Standorten in Höhenlagen von 2000 bis 2400 Metern nur im Fanjingshan in Guizhou.[2]
- Aster farreri W.W.Sm. & Jeffrey (Syn.: Aster diplostephioides subsp. farreri (W.W.Smith & Jeffrey) Onno, Aster nigrotinctus Y.Ling, Aster vilmorinii var. nigrotinctus (Y.Ling) Y.Ling): Sie gedeiht in Höhenlagen von 1300 bis 4100 Metern in den chinesischen Provinzen südöstliches Gansu, nördliches Hebei, östliches Qinghai, Shanxi sowie westliches Sichuan.[2]
- Aster flaccidus Bunge: Es gibt zwei Unterarten:[2]
  - Aster flaccidus Bunge subsp. flaccidus (Syn.: Aster flaccidus subsp. fructuglandulosus (Ostenfeld) Onno, Aster flaccidus var. fructuglandulosus Ostenfeld, Aster glarearum W.W.Smith & Farrer, Aster kansuensis Farrer, Aster tibeticus Hook. f.): Sie ist vom Iran über Usbekistan, Kasachstan, dem östlichen Sibirien, dem nordwestlichen Indien, Kaschmir, Bhutan, Nepal bis Pakistan die Mongolei, Tibet und in den chinesischen Provinzen südliches Gansu, nördliches Hebei, östliches Qinghai, südliches Shaanxi, Shanxi, westliches Sichuan, nordwestliches Yunnan sowie nordwestliches Xinjiang verbreitet.[2]
  - Aster flaccidus subsp. glandulosus (Keissler) Onno (Syn.: Aster flaccidus var. glandulosus Keissler, Aster glandulosus (Keissler) Hand.-Mazz. non Labill.): Sie kommt im nordwestlichen Indien, Kaschmir, Tibet und im südlichen Xinjiang vor.[2]
- Aster formosanus Hayata: Sie gedeiht in Höhenlagen von 1400 bis 2700 Metern in Taiwan und Zhejiang.[2]
- Aster fulgidulus Grierson: Dieser Endemit gedeiht in Höhenlagen von 2200 bis 3000 Metern nur in Bomê im südöstlichen Tibet.[2]
- Aster fuscescens Bur. & Franch.: Es gibt drei Varietäten:[2]
  - Aster fuscescens Bur. & Franch. var. fuscescens (Syn.: Aster doronicifolius H.Lév.): Sie kommt im nordöstlichen Myanmar, nordöstlichen Tibet und in den chinesischen Provinzen westliches Sichuan sowie nordwestliches Yunnan vor.[2]
  - Aster fuscescens var. oblongifolius Grierson: Sie kommt im nördlichen Myanmar und im östlichen Tibet nur in Qamdo vor.[2]
  - Aster fuscescens var. scaberoides C.C.Chang: Sie kommt im östlichen Tibet  sowie im nordwestlichen Yunnan vor.[2]
- Aster giraldii Diels: Dieser Endemit gedeiht in Schluchten und offenen Wäldern in Höhenlagen von 1800 bis 2600 Metern nur im Huxian sowie Taibai Shan in Shaanxi.[2]
- Aster glehnii F.Schmidt: Sie kommt in Russlands Fernem Osten, in Korea und in Japan vor.[7]
- Aster gouldii C.E.C.Fischer: Sie kommt in Bhutan, Sikkim, Tibet und in Qinghai vor.[2]
- Aster gracilicaulis Y.Ling ex J.Q.Fu: Dieser Endemit gedeiht an Hängen, zwischen Sträuchern und in Rinnen in Höhenlagen von 1000 bis 1300 Metern nur in Huixian sowie Qingyang im südlichen Gansu.[2]
- Aster handelii Onno: Sie gedeiht in Höhenlagen von 3000 bis 3500 Metern im südwestlichen Sichuan sowie nordwestlichen Yunnan.[2]
- Aster hayatae H.Lév. & Vaniot: Sie kommt in Korea vor.[7]
- Aster helenae Merr.: Sie kommt in Myanmar vor.[9]
- Aster heliopsis Griers.: Sie kommt in Bhutan, Sikkim und Nepal vor.[7]
- Aster hersileoides C.K.Schneid.: Dieser Endemit gedeiht an Trockenhängen auf Hügeln und an Felswänden in Höhenlagen von 1300 bis 2800 Metern nur in Mao im westlichen Sichuan.[2]
- Aster heterolepis Hand.-Mazz.: Sie gedeiht auf steinigen Hängen in Höhenlagen von 1500 bis 2500 Metern nur im südlichen Gansu.[2]
- Aster himalaicus C.B.Clarke (Syn.: Aster mekongensis Onno): Sie kommt im Himalaja in Bhutan, Sikkim, Nepal, im nördlichen Myanmar, im südlichen Tibet und in den chinesischen Provinzen Sichuan sowie nordwestlichen Yunnan vor.[2]
- Aster hispidus Thunb. (Syn.: Aster batakensis Hayata, Aster fusanensis H.Lév. & Vaniot, Aster hispidus var. decipiens (Maxim.) Y.Ling, Aster hispidus var. heterochaeta Franch. & Savatier, Aster hispidus var. mesochaeta Franch. & Savatier, Aster hispidus var. microphyllus Pampanini, Aster oldhamii var. batakensis (Hayata) Sasaki, Aster omerophyllus Hayata, Aster rufopappus Hayata): Sie ist im östlichen Russland, in der Mongolei, in der Inneren Mongolei, in Korea, Japan, Taiwan und weiten Teilen Chinas verbreitet.[2]
- Aster hololachnus Ling: Dieser Endemit gedeiht in Gletschergebieten in Höhenlagen von 5300 bis 5400 Metern nur in Tingri im südlichen Tibet.[2]
- Aster homochlamydeus Hand.-Mazz. (Syn.: Aster ageratoides var. grossedentatus (Thunb. ex Diels) Kitamura, Aster trinervius var. grossedentatus Thunb. ex Diels, Aster trinervius var. grossedentatus Franch. ex Diels): Sie gedeiht in subalpinen bis alpinen Mischwäldern in Höhenlagen von 3000 bis 3700 Metern in den chinesischen Provinzen südliches Gansu, südwestliches Sichuan sowie nordwestliches Yunnan.[2]
- Aster hunanensis Hand.-Mazz.: Dieser Endemit gedeiht in Höhenlagen von 500 bis 800 Metern nur in Anhua im südwestlichen Hunan.[2]
- Aster hypoleucus Hand.-Mazz.: Dieser Endemit gedeiht in Höhenlagen von 3000 bis 3700 Metern nur im Zangbo-Tal (Gyaca, Nang Dzong, Mainling) im südlichen Tibet.[2][10]
- Aster incisus Fisch. (Syn.: Aster incisus var. australis Kitagawa): Es gibt zwei Varietäten:[2]
  - Aster incisus Fisch. var. incisus: Sie kommt im östlichen Russland, Japan, Korea, im östlichen Teil der Inneren Mongolei und in den chinesischen Provinzen Heilongjiang, Jilin sowie Liaoning vor.[2]
  - Aster incisus var. macrodon (Vaniot & H.Lév.) Soejima & Igari (Syn.: Aster macrodon Vaniot & H.Lév.): Dieser Endemit kommt nur auf der koreanischen Insel Cheju vor.[2]
- Aster indamellus Griers. (Syn.: Aster pseudamellus Hook. f. non Wenderoth): Sie kommt in Afghanistan, im Himalaja im nordwestlichen Indien, in Kaschmir, Nepal sowie Pakistan und in Yangsi im westlichen Tibet vor.[2]
- Aster indicus L.: Es gibt etwa drei Varietäten:[2]
  - Aster indicus var. collinus (Hance) Soejima & Igari: Sie gedeiht in Höhenlagen von 200 bis 1700 Metern in den chinesischen Provinzen Fujian, Guangdong, Guangxi, Guizhou, Hainan, Hunan, Jiangxi sowie Yunnan.[2]
  - Aster indicus L. var. indicus (Syn.: Aster cantoniensis (Lour.) Courtois, Aster ursinus H.Lév. non E.S.Burgess, Aster yangtzensis Migo): Sie kommt im östlichen Russland, nördlichen Myanmar, nördlichen Thailand, nördlichen Vietnam, Korea, Indien, Malaysia, im südlichen Japan, Taiwan, in weiten Teilen Chinas und vielleicht in Laos vor. Sie wird in der Volksmedizin verwendet.[2]
  - Aster indicus var. stenolepis (Hand.-Mazz.) Soejima & Igari: Sie gedeiht in geschützten schattigen Habitaten in Höhenlagen von 200 bis 1700 Metern in den chinesischen Provinzen Anhui, Fujian, Gansu, Guangdong, Henan, Hubei, Hunan, Jiangsu, Jiangxi, südwestliches Shaanxi, östliches Sichuan sowie Zhejiang.[2]
- Aster ionoglossus Ling: Dieser Endemit gedeiht an offenen alpinen Hängen in Höhenlagen von 3100 bis 3800 Metern nur in Yadong im südlichen Tibet.[2]
- Aster itsunboshi Kitam.: Sie gedeiht an steinigen Bergstandorten in Taiwan.[2]
- Aster jeffreyanus Diels: Sie gedeiht an subalpinen bis alpinen offenen Hängen und auf Wiesen in Höhenlagen von 2800 bis 3800 Metern in den chinesischen Provinzen Guizhou, südwestlichen Sichuan (nur Muli) sowie nordwestlichen Yunnan (nur Lijiang, Zhongdian).[2]
- Aster kantoensis Kitam.: Dieser Endemit kommt nur auf der japanischen Insel Honshu vor.[7]
- Aster komonoensis Makino: Sie kommt auf den Inseln Honsu und auf Shikoku vor.[7]
- Aster koraiensis Nakai: Sie kommt in Korea vor.[7]
- Aster laka C.B.Clarke: Sie kommt in Indien vor.[7]
- Aster latibracteatus Franch.: Sie kommt im nördlichen Myanmar und im nordwestlichen Yunnan in Dali, Dêqên sowie Gongshan vor.[2]
- Aster lautureanus (Debeaux) Franch.: Es gibt zwei Varietäten:[2]
  - Aster lautureanus (Debeaux) Franch. var. lautureanus: Sie gedeiht in Höhenlagen von 100 bis 2200 Metern in den chinesischen Provinzen Gansu, Hebei, Heilongjiang, Henan, Jiangsu, Jilin, Liaoning, Ningxia, Shaanxi, Shandong, Shanxi sowie Zhejiang.[2]
  - Aster lautureanus var. mangtaoensis (Kitagawa) Kitagawa (Syn.: Aster mangtaoensis Kitagawa): Dieser Endemit kommt nur auf der Insel Xiaolongshan in Dalian, Liaoning vor.[2]
- Aster lavandulifolius Hand.-Mazz.: Sie gedeiht auf subalpinen steinigen Hügeln und an Ufern von Fließgewässern in Höhenlagen von 2000 bis 2900 Metern in den chinesischen Provinzen im südwestlichen bis westlichen Sichuan und Yunnan.[2]
- Aster likiangensis Franch. (Syn.: Aster asteroides subsp. costei (H.Lév.) Grierson, Aster costei H.Lév., Aster likiangensis subsp. costei (H.Lév.) Onno): Sie kommt in Bhutan, im südöstlichen Tibet und in den chinesischen Provinzen im südwestliches Sichuan sowie nordöstliches Yunnan vor.[2]
- Aster limosus Hemsl.: Dieser Endemit gedeiht in sumpfigen Feldern in Höhenlagen von 1200 Metern nur in Yichang im westlichen Hubei.[2]
- Aster lingulatus Franch.: Sie gedeiht an subalpinen bis alpinen Grashängen in Höhenlagen von 2600 bis 3600 Metern im westlichen Sichuan sowie nordwestliches Yunnan.[2]
- Aster lipskii Komarov: Saatgut wurde oberhalb von 3800 Metern in der Nähe von Qinghai Hu im östlichen Qinghai gesammelt. Aus diesen Samen wurden Exemplare kultiviert, anhand dessen 1921 die Erstbeschreibung erfolgte. Von einer weiteren Aufsammlung ist nichts bekannt.[2]
- Aster lixianensis (J.Q.Fu) Brouillet, Semple & Y.L.Chen (Syn.: Gymnaster lixianensis J.Q.Fu): Diese Neukombination erfolgte 2011. Dieser Endemit gedeiht in Höhenlagen von 2600 bis 2800 Metern nur in Barkam sowie Li im nördlich-zentralen Sichuan.[2]
- Aster longipetiolatus C.C.Chang (Syn.: Aster trichanthus Hand.-Mazz.): Sie gedeiht in Höhenlagen von etwa 2500 Metern nur im westlichen Sichuan.[2]
- Aster lushiensis (J.Q.Fu) Brouillet, Semple & Y.L.Chen (Syn.: Gymnaster lushiensis J.Q.Fu): Diese Neukombination erfolgte 2011. Dieser Endemit gedeiht an Wegrändern auf Berghängen in Höhenlagen von etwa 800 Metern nur in Lushi in Henan.[2]
- Aster maackii Regel (Syn.: Aster horridifolius H.Lév. & Vaniot, Aster kodzumanus Makino): Sie kommt im östlichen Russland, Korea, Japan, in der Inneren Mongolei und in den chinesischen Provinzen Heilongjiang, Jilin, Liaoning sowie südliches Ningxia vor.[2]
- Aster mangshanensis Y.Ling: Dieser Endemit kommt nur im Mang Shan in Yizhang im südlichen Hunan vor.[2]
- Aster marchandii H.Lév.: Sie gedeiht in Höhenlagen von 300 bis 1400 Metern in den chinesischen Provinzen Fujian, Guangdong, Guangxi, Guizhou, Hubei, Jiangxi, Sichuan sowie Zhejiang. Sie wird als Heilpflanze verwendet.[2]
- Aster megalanthus Y.Ling: Dieser Endemit gedeiht an Hängen in Höhenlagen von etwa 4000 Metern nur im Zhegu Shan im westlichen Sichua.[2]
- Aster meyendorffii (Regel & Maack) Voss (Syn.: Aster ciliosus Kitam.): Sie kommt vom nördlichen China und von Japan bis zum südlichen Fernen Osten Russlands vor.[2]
- Aster microcephalus (Miq.) Franch. & Sav.: Sie kommt in Japan vor.[7] Mit den Varietäten:
  - Aster microcephalus (Miq.) Franch. & Sav. var. microcephalus
  - Aster microcephalus var. ovatus (Syn.: Aster ovatus (Franch. & Sav.) Mot.Ito & Soejima)
  - Aster microcephalus var. ripensis Makino
  - Aster microcephalus var. yezoensis (Kitam. & H.Hara) Soejima & Mot.Ito
- Aster miquelianus Hara: Sie kommt auf den Inseln Kyushu und Shikoku vor.[7]
- Aster miyagii Koidz.: Dieser Endemit kommt nur auf den Ryu-Kyu-Inseln vor.[7]
- Aster molliusculus (Lindl. ex DC.) C.B.Clarke: Sie kommt in Pakistan, in nordwestlichen Indien, in Kaschmir und im westlichen Tibet vor.[2]
- Aster mongolicus Franchet: Sie kommt in China in Korea und im östlichen Russland vor.[2]
- Aster morrisonensis Hayata: Sie gedeiht in Höhenlagen von 3000 bis 3700 Metern nur in Taiwan.[2]
- Aster motuoensis Y.L.Chen: Dieser Endemit kommt nur in Mêdog im südöstlichen Tibet vor, noch ist sehr wenig über diese Art bekannt.[2]
- Aster moupinensis (Franchet) Handel-Mazzetti: Sie gedeiht in Höhenlagen von 100 bis 200 Metern in den chinesischen Provinzen westliches Hubei sowie östliches Sichuan.[2]
- Aster nakaoi Kitam.: Sie kommt in Bhutan vor.[9]
- Aster neobiennis Brouillet, Semple & Y.L.Chen: Sie wurde 2011 erstbeschrieben und kommt im östlichen europäischen Russland, in Sibirien, in der Mongolei, in der Mongolei und in den chinesischen Provinzen Hebei sowie Shanxi vor.[2]
- Aster neoelegans Grierson: Sie kommt in Bhutan, Sikkim und im südlichen Tibet vor.[2]
- Aster neolanuginosus Brouillet, Semple & Y.L.Chen: Sie wurde 2011 erstbeschrieben und wurde bisher nur in Höhenlagen von etwa 5000 Metern im südwestlichen Sichuan gefunden.[2]
- Aster nigromontanus Dunn: Sie kommt in Yunnan vor.[2]
- Aster nitidus C.C.Chang: Sie kommt in Guizhou und in Sichuan vor.[2]
- Aster oldhamii Hemsl.: Sie kommt im nördlichen Taiwan in Meereshöhe vor.[2]
- Aster oreophilus Franch.: Sie gedeiht in Höhenlagen von 2000 bis 4000 Metern in Tibet und in den chinesischen Provinzen südwestliches Sichuan sowie nördliches bis nordwestliches Yunnan.[2]
- Aster ovalifolius Kitam.: Sie kommt in Taiwan vor.[2]
- Aster panduratus Nees ex Walp. (Syn.: Aster argyi H.Lév.): Sie kommt im südlichen China vor.[2]
- Aster peduncularis Wall ex Nees: Sie kommt in Pakistan, Indien und in Nepal vor.[7]
- Aster pekinensis (Hance) F.H.Chen: Sie kommt in China, Korea und im östlichen Russland vor.[2]
- Aster philippinensis S.Moore: Dieser Endemit kommt nur auf Luzon vor.[7]
- Aster piccolii J.D.Hooker: Sie kommt in Gansu, Guizhou, Henan, Shaanxi, Shanxi und Sichuan vor.[2]
- Aster pinnatifidus (Mat.) Makino: Sie kommt auf Honshu und in Korea vor.[9]
- Aster platylepis Y.L.Chen: Sie kommt im südlichen Tibet in Höhenlagen von 3000 bis 4000 Metern vor.[2]
- Aster poliothamnus Diels: Sie kommt im südlichen Gansu, im östlichen Qinghai, in Shaanxi, im westlichen Sichuan und im östlichen Tibet vor.[2]
- Aster polius C.K.Schneid.: Sie kommt im westlichen Sichuan in Höhen von 2000 bis 2700 Metern vor.[2]
- Aster popovii Botsch.: Sie kommt in Zentralasien vor.[9]
- Aster prainii (J.R.Drumm.) Y.L.Chen: Sie kommt in Bhutan, Sichuan und im südlichen Tibet in Höhenlagen von 4200 bis 5400 Metern vor.[2]
- Aster procerus Hemsley: Sie kommt im südlichen Anhui, im westlichen Hubei und im nördlichen Zhejiang vor.[2]
- Aster pseudosimplex Brouillet, Semple & Y.L.Chen: Diese 2011 erstbeschriebene Art kommt im nordwestlichen Sichuan in Höhenlagen von 2600 bis 3000 Metern vor.[2]
- Aster pujosii Quézel: Sie kommt in Marokko vor.[9]
- Aster pycnophyllus Franch. ex Diels: Sie kommt in Indien, im nördlichen Myanmar und in Sichuan, im östlichen und südöstlichen Tibet und im nordwestlichen Yunnan in Höhenlagen von 1000 bis 3800 Metern vor.[2]
- Aster pyrenaeus Desf. ex DC.: Sie kommt in den französischen Pyrenäen vor.[7]
- Aster retusus Ludlow: Sie kommt im südöstlichen Tibet in Höhenlagen von 4000 bis 4300 Metern vor.[2]
- Aster rockianus Hand.-Mazz.: Sie kommt in Yunnan vor.[2]
- Aster rugulosus Maxim.: Sie kommt in Japan vor.[7]
- Aster salwinensis Onno: Sie kommt im südwestlichen Sichuan, im östlichen Xizang, im nordwestlichen Yunnan und im nordöstlichen Myanmar in Höhenlagen von 3300 bis 4600 Metern vor.[2]
- Aster sampsonii (Hance) Hemsl.: Sie kommt in 2 Varietäten in Guangdong, Guangxi und Hunan vor.[2]
- Aster sanczirii Kamelin & Gubanov: Sie kommt in der Mongolei vor.[9]
- Aster satsumensis Soejima: Sie kommt im südlichen Kyushu vor.[7]
- Aster savatieri Makino: Sie kommt in Japan vor.[7]
- Aster scaber Thunb.: Sie kommt in China, Japan, Korea und im östlichen Russland vor.[2]
- Aster sekimotoi Makino: Sie kommt in Japan vor.[9]
- Aster semiamplexicaulis (Makino) Makino ex Koidz. (Syn.: Aster ageratoides var. amplexicaulis Makino, Aster ageratoides var. semiamplexicaulis (Makino) Ohwi, Aster trinervius subsp. amplexifolius (Sieb. & Zucc.) Kitam., Aster trinervius var. semiamplexicaulis (Makino) Makino, Kalimeris amplexifolia Siebold & Zucc.): Sie kommt nur im zentralen und im südlichen Japan vor.[9]
- Aster semiprostratus (Grierson) H.Ikeda: Sie kommt in Nepal, Kaschmir, in Tibet und in Qinghai vor.[2]
- Aster senecioides Franch.: Sie kommt im südwestlichen Sichuan und im nördlichen und nordwestlichen Yunnan in Höhenlagen von 2000 bis 3000 Metern vor.[2]
- Aster setchuenensis Franch.: Sie kommt in Sichuan in Höhenlagen von 3100 bis 3500 Metern vor.[2]
- Aster shimadae (Kitamura) Nemoto: Sie kommt in China und in Taiwan vor.[2]
- Aster sikkimmensis Hook. f. & Thomson: Sie kommt in Nepal, Sikkim und im südlichen Tibet vor.[2]
- Aster sikuensis W.W.Sm. & Farrer: Sie kommt im südlichen Gansu (nur in Xigu) und im nordwestlichen Sichuan vor.[2]
- Aster sinianus Hand.-Mazz.: Sie kommt in Hunan und in Jiangxi vor.[2]
- Aster sinoangustifolius Brouillet, Semple & Y.L.Chen: Die 2011 erstbeschriebene Art kommt in Fujian und in Zhejiang vor.[2]
- Aster smithianus Handel-Mazzetti: Sie kommt im südlichen Gansu, im westlichen Sichuan und im nordwestlichen Yunnan vor.[2]
- Aster souliei Franch.: Sie kommt in 2 Varietäten im südlichen Gansu, in Qinghai, im westlichen Sichuan, in Xizang, im nordwestlichen Yunnan, in Bhutan und im nördlichen Myanmar vor.[2]
- Aster spathulifolius Maxim.: Sie kommt in Russlands Fernem Osten, in Korea und auf Kyushu vor.[7]
- Aster sphaerotus Y. Ling: Sie kommt im westlichen Guangxi vor.[2]
- Aster stracheyi Hook. f.: Sie kommt in Indien, Nepal, Bhutan und im südlichen Tibet vor.[2]
- Aster sugimotoi Kitam.: Sie kommt auf Honshu vor.[7]
- Aster taiwanensis Kitam. (Syn.: Aster baccharoides var. kanehirae Yamam., Aster scaberrimus Hayata, Aster trinervius var. hayatae Yamam., Aster trinervius var. scandens Hayata): Sie gedeiht in Höhenlagen von 100 bis 3000 Metern in Taiwan.[2]
- Aster takasagomontanus Sasaki: Sie kommt in Taiwan in Höhenlagen von 3400 bis 3700 Metern vor.[2]
- Aster taliangshanensis Y.Ling: Sie kommt im südwestlichen und westlichen Sichuan in Höhenlagen von 2500 bis 3100 Metern vor.[2]
- Aster taoyuenensis S.S.Ying: Sie kommt in Taiwan vor.[2]
- Aster tataricus L. f.: Sie kommt in China, Japan, Korea, in der Mongoleiia und in Russland vor.[2]
- Aster techinensis Y.Ling: Sie kommt im nordwestlichen Yunnan vor.[2]
- Aster tenuipes Makino: Sie kommt auf Honshu vor.[7]
- Aster thomsonii C.B.Clarke: Sie kommt in Pakistan, in Indien und möglicherweise auch in Nepal vor.[7]
- Aster tianmenshanensis G.J.Zhang & T.G.Gao: Diese gefährdete Art wurde 2015 erstbeschrieben. Sie wurde bisher nur in einer Höhenlage von etwa 1400 Metern an steilen Felswänden des tropischen Karstes des Berges Tianmen in der chinesischen Provinz Hunan gefunden.[1]
- Aster tientschwanensis Hand.-Mazz.: Sie kommt in Sichuan vor.[2]
- Aster tonglingensis G.J.Zhang & T.G.Gao: Sie wurde 2019 erstbeschrieben. Diese gefährdete Art ist nur von einem Fundort mit etwa 100 Exemplaren entlang eines Fließgewässer im Mt. Tongling Naturreservat in Wencheng in Zhejiang bekannt.[11]
- Chinesische Frühsommer-Aster (Aster tongolensis Franch.): Sie gedeiht in Höhenlagen von 2500 bis 4000 Metern in Tibet und in den chinesischen Provinzen südliches Gansu, Qinghai, nordwestliches sowie südwestliches Sichuan und nordwestliches Yunnan.[2]
- Aster tricephalus C.B.Clarke: Sie kommt im südlichen Tibet, Sikkim sowie Nepal vor.[2]
- Aster trichoneurus Y.Ling: Dieser Endemit gedeiht in Höhenlagen von 2700 Metern nur in Dêqên im nordwestlichen Yunnan.[2]
- Aster trinervius Roxb. ex D.Don: Die zwei Varietäten sind beispielsweise in Indien, Nepal, Myanmar, Luzon und im südlichen Tibet und China verbreitet.[7]
- Aster tsarungensis (Grierson) Y.Ling: Sie gedeiht in Höhenlagen von 2600 bis 4800 Metern im südöstlichen Tibet und im westlichen Sichuan sowie nordwestlichen Yunnan.[2]
- Aster turbinatus S.Moore: Die zwei Varietäten gedeiht in Höhenlagen von 200 bis 800 Metern in den chinesischen Provinzen Anhui, Zhejiang, Fujian, Jiangxi sowie Jiangsu vor.[2]
- Aster veitchianus Hutch. & J.R.Drumm. ex Y.Ling: Sie gedeiht in Höhenlagen von 800 bis 2400 Metern im zentralen sowie westlichen Sichuan.[2]
- Aster velutinosus Y.Ling: Sie gedeiht nur in Dickichten auf Bergen in Höhenlagen von etwa 200 Metern in Guangxi.[2]
- Aster vestitus Franch.: Sie kommt im nördlichen Myanmar, in Sikkim, Bhutan, im südlichen Tibet und in den chinesischen Provinzen südwestliches Sichuan, nördliches bis nordwestliches Yunnan vor.[2]
- Aster viscidulus (Makino) Makino: Dieser Endemit kommt nur auf der japanischen Insel Honshu vor.[7]
- Aster vvedenskyi Bondarenko: Sie kommt nur in Usbekistan vor.[7]
- Aster willkommii Sch.Bip.: Sie kommt nur in Spanien vor.[7]
- Aster woroschilowii Zdor. & Schapoval: Sie kommt in Russlands Fernem Osten vor.[7]
- Aster yakushimensis (Kitam.) Soejima & Yahara: Dieser Endemit kommt nur auf der japanischen Insel Kyoto vor.[7]
- Aster yomena (Kitam.) Honda: Sie kommt in Japan in Honshu, Kyushu sowie Shikoku vor.[7]
- Aster yoshinaganus (Kitam.) Mot.Ito & Soejima: Dieser Endemit kommt nur auf der japanischen Insel Shikoku vor.[7]
- Aster yuanqunensis (J.Q.Fu) Brouillet, Semple & Y.L.Chen: Diese Neukombination erfolgte 2011. Dieser Endemit gedeiht in Höhenlagen von 900 bis 1000 Metern nur in Yuanqu im südlichen Shanxi.[2]
- Aster yunnanensis Franch.: Die drei Varietäten gedeihen in Höhenlagen von 2300 bis 4500 Metern im östlichen sowie südlichen Tibet und in den chinesischen Provinzen Gansu, Qinghai, Sichuan sowie Yunnan.[2]

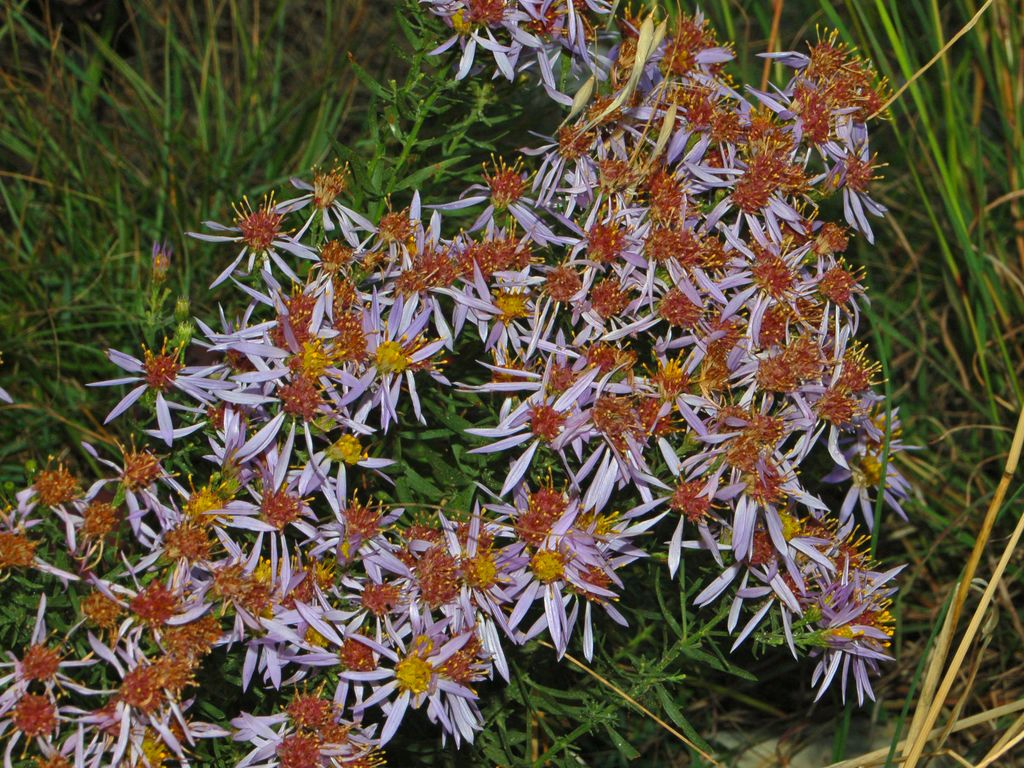
Ödland-Aster (Galatella sedifolia)

Nicht mehr zur Gattung Aster s. str. gehören:
- Aster acuminatus → Oclemena acuminata (Michx.) Greene
- Aster albanicus (Degen) Degen → Galatella albanica Degen
- Aster bakerianus Burtt Davy ex C.A.Sm. → Afroaster hispida (Thunb.) J.C.Manning & Goldblatt
- Alpenmaßliebchen (Syn.: Aster bellidiastrum) → Bellidiastrum michelii Cass.
- Grau-Aster (Aster canus W. et K.) → Galatella cana (Waldst. & Kit.) Nees
- Sommeraster (Syn.: Aster chinensis) → Callistephus chinensis (L.) Nees
- Schleier-Aster (Syn.: Aster cordifolius) → Symphyotrichum cordifolium (L.) G.L.Nesom
- Aster divaricatus → Eurybia divaricata (L.) G.L.Nesom
- Aster dumosus → Symphyotrichum dumosum (L.) G.L.Nesom
- Kissen-Aster (Syn.: Aster dumosus-Hybr.) → Symphyotrichum dumosum-Hybr. = Symphyotrichum dumosum × Symphyotrichum novi-belgii
- Myrten-Aster oder Erika-Aster (Syn.: Aster ericoides) → Symphyotrichum ericoides (L.) G.L.Nesom
- Aster laevis → Symphyotrichum laeve (L.) Á.Löve & D.Löve
- Lanzettblättrige Aster (Syn.: Aster lanceolatus) → Symphyotrichum lanceolatum (Willd.) Nesom
- Aster linariifolius → Ionactis linariifolia (L.) Greene
- Gold-Aster (Syn.: Aster linosyris (L.) Bernh.) → Galatella linosyris (L.) Rchb.f.
- Aster nemoralis → Oclemena nemoralis (Aiton) Greene
- Raublatt-Aster oder Neuengland-Aster (Syn.: Aster novae-angliae) → Symphyotrichum novae-angliae (L.) G.L.Nesom
- Glattblatt-Aster (Syn.: Aster novi-belgii) → Symphyotrichum novi-belgii (L.) G.L.Nesom
- Kleinblütige Aster (Syn.: Aster parviflorus) → Machaeranthera parviflora Gray
- Aster pilosus → Symphyotrichum pilosum (Willd.) G.L.Nesom
- Aster ptarmicoides → Oligoneuron album (Nutt.) G.L.Nesom
- Aster savatieri → Gymnaster savatieri (Makino) Kitam.
- Ödland-Aster (Syn.: Aster sedifolius) → Galatella sedifolia (L.) Greuter
- Aster sibiricus → Eurybia sibirica (L.) G.L.Nesom
- Aster subulatus →  Symphyotrichum subulatum (Michx.) G. L. Nesom
- Aster tansaniensis W.Lippert → Afroaster tansaniensis (W. Lippert) J. C. Manning & Goldblatt
- Strand-Aster (Syn.: Aster tripolium) → Tripolium pannonicum (Jacq.) Dobrocz.
- Aster umbellatus (Mill.) → Doellingeria umbellata (Mill.) Nees
- Japanische Schönaster (Kalimeris incisa (Fisch.) DC., Syn.: Aster incisus Fisch.)
- Aster zayuensis Y.L.Chen → Duhaldea eupatorioides (DC.) Steetz

## Nutzung
Sorten einiger Arten werden als Zierpflanzen in Parks und Gärten verwendet. Allerdings gehört nicht alles, was Aster genannt wird, zur Gattung Aster s. str.
Die medizinischen Wirkungen einiger Arten wurden untersucht.

## Die Bezeichnung „Aster“ in der Literatur
Gottfried Benn verwendete in seinen expressionistischen Gedichten Kleine Aster und Astern diesen Pflanzennamen, wobei man nicht weiß, ob er die Gattung Aster meinte oder eine der anderen Gattungen, die im Deutschen Astern genannt werden.
In Goethes Die Wahlverwandtschaften wird der toten Ottilien ein "Kranz von Asterblumen" auf das Haupt gesetzt.
Auch in dem ebenfalls expressionistischen Gedicht Verfall von Georg Trakl werden "fröstelnd blaue Astern" erwähnt, welche die emotionale Kälte und das Unbehagen des lyrischen Ichs verkörpern.
In dem Gedicht "Komm in den totgesagten Park und schau" von Stefan George heißt es: "Vergißt auch diese letzten Astern nicht und was noch übrigbblieb vom grünen Leben ... ".

## Weiterführende Literatur
- W. P. Li, F. S. Yang, T. Jivkova, G. S. Yin: Phylogenetic relationships and generic delimitation of Eurasian Aster (Asteraceae: Astereae) inferred from ITS, ETS and trnL-F sequence data. In: Annals of Botany, Volume 109, Issue 7, 2012, S. 1341–1357. doi:10.1093/aob/mcs054

- Karte mit allen verlinkten Seiten:
- OSM |
- WikiMap